# 児島郡
- 令制国一覧 > 山陽道 > 備前国 > 児島郡
- 日本 > 中国地方 > 岡山県 > 児島郡

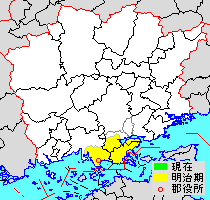
岡山県児島郡の位置

児島郡（こじまぐん）は、岡山県（備前国）にあった郡。

## 郡域
1878年（明治11年）に行政区画として発足した当時の郡域は、下記の区域にあたる。
- 岡山市
  - 南区の一部（藤田、東畦、内尾より南西）
- 倉敷市の一部（水島福崎町、水島東千鳥町、水島東常盤町、水島東栄町、水島東弥生町、水島東寿町、水島相生町、福田町浦田、浦田、黒石、粒浦、八軒屋、有城、藤戸町天城、藤戸町藤戸より南東）
- 玉野市の全域

## 歴史
現在の岡山市、倉敷市、玉野市にまたがる児島半島を中心にした郡域であり、古くは島嶼であった児島とその周辺の島嶼が郡域であった。後に備中国浅口郡となる連島や水島群島、また現在香川県となっている小豆郡や香川郡の直島諸島なども属していた。明治以降の旧郡域はほぼ現在の児島半島と一致し、半島北西部で本州とつながる。北東側には児島湾を形成した干拓地の一部を含み、南側から西側にかけては瀬戸内海に面する。
なお、古くは漢字表記は「児」は兒・子・仔など、「島」は洲・嶋などと数種の表記が混在したが、明治初期に「児島」と表記が統一された。
近世までは瀬戸内海に浮かぶ「児島」という島で、『日本書紀』の国生み神話では吉備子洲（きびのこじま）あるいは子洲（こしま）と記され、これが初見となると同時に吉備の初見ともなっている。『古事記』では吉備兒島と記され、本州や九州などの大八島の次に生まれたとし、古代日本列島の主要な島の一つとして認識されていたことがうかがえる。本郡はその児島と周辺島嶼から成っていた。
児島北側の本州との間には吉備の穴海と呼ばれる海域が広がっており、瀬戸内海を東西に結ぶ海上交通路の一部となっていた。吉備の穴海は吉井川、旭川、高梁川の3大河川による沖積作用に加えて、古代から続けられた中国山地でのたたら製鉄にともなって土砂が流入・堆積していき、戦国末期には源平合戦の古戦場となった藤戸の瀬戸の干潟が干潮時には歩いて渡れるほどになっていたといわれる。その後、江戸時代初期の大規模な干拓事業により、まず児島北西部の浦田（倉敷市）付近で完全に本州とつながり、児島は児島半島となり、穴海東部は児島湾となった。
本郡は古代の律令制成立時から一貫して存在したが、郡域は幾度かの変遷を経ている。設置当初は後に備中国浅口郡となる連島や水島群島、現在の香川県となっている小豆郡（小豆島・豊島など）や香川郡の一部（直島など）などを含んでいた。
和名抄には三家郷、賀茂郷、児島郷、都羅郷の4郷が記載されている。郡衙の位置については三家郷（岡山市南区郡あたり）や児島郷（倉敷市児島の林あたり）などの説がある。また、平城宮出土の木簡には「吉備国子嶋郡小豆郷」、「備前国児嶋郡賀茂郷」との記載がある。
延喜式神名帳には鴨神社と田土浦坐神社が記載されている。
小豆島は一時、本郡から小豆郡として独立した。備前国内神名帳には小豆郡の名があり、少なくともこのころは本郡から分立していた。その後、小豆郡の名は消え、ふたたび児島郡に戻っている。その後も郡境は確定しなかったようで、江戸時代には小豆島は天領を経て津山藩領、直島は倉敷支配所管轄の天領となったが、国境に関しては明確に決まっておらず、備前国として扱われることもあれば、備中国や讃岐国として扱われたりと一定していない。江戸時代に海域を含む国境争論が児島湾側では備中国と、瀬戸内海側では讃岐国や天領で自治が認められた塩飽諸島との間にたびたび起きたことが記録に残る。
明治初頭の廃藩置県直後では、前出の3諸島は倉敷県や北条県、岡山県となるなどを経て、小豆島と豊島は小豆郡（しょうずぐん）に、直島は香川郡となってともに香川県に編入され、児島郡は岡山県となって郡域が確定した。郡制廃止後の地方事務所は玉野市に設置された。

### 近世以降の沿革
- 明治初年時点では全域が備前岡山藩領であった。「旧高旧領取調帳」に記載されている明治初年時点での村は以下の通り。（91村）

北浦村、飽浦村、宮浦村、阿津村、小串村、番田村、北方村、下山坂村、上山坂村、胸上村、梶岡村、東田井地村、西田井地村、山田村、東野崎村、沼村、後閑村、大藪村、池迫村、波知村、広木村、郡村、田井村、宇野村、玉村、利生村、向日比村、日比村、渋川村、滝村、広岡村、長尾村、迫間村、槌ヶ原村、大崎村、八浜村、宇多見村、碁石村、木目村、小島地村、山村、尾原村、木見村、林村、植松村、彦崎村、川張村、片岡村、宗津村、迫川村、奥迫川村、宇藤木村、用吉村、引綱村、田之口村、下村、上村、小川村、味野村、赤崎村、大畠村、田之浦村、吹上村、下津井村、菰池村、通生村、塩生村、宇野津村、呼松村、柳田村、稗田村、福江村、曽原村、串田村、浦田村、粒江村、藤戸村、天城村、東疇、内尾、中疇、曽根、西疇、広江村、福田村、福田古新田、南畝、松江、中畝、東塚、北畝
- 明治4年7月14日（1871年8月29日） - 廃藩置県により岡山県の管轄となる。
- 明治8年（1875年）（91村）
  - 山村の一部（枝村白尾）が分立して白尾村となる。
  - 浦田村の一部（枝村黒石・八軒屋）が分立して黒石村・八軒屋村となる。
  - 粒江村の一部（枝村粒浦新田）が分立して粒浦村となる。
  - 宇多見村・碁石村が合併して見石村となる。
  - 利生村・向日比村が合併して和田村となる。
  - 池迫村・広木村が波知村に合併。
  - 東疇・内尾・中疇・曽根・西疇・福田古新田・南畝・松江・中畝・東塚・北畝がそれぞれ東疇村・内尾村・中疇村・曽根村・西疇村・福田古新田村・南畝村・松江村・中畝村・東塚村・北畝村に改称。
- 明治11年（1878年）9月29日 - 郡区町村編制法の岡山県での施行により、行政区画としての児島郡が発足。郡役所が味野村に設置。

### 町村制以降の沿革
- 明治22年（1889年）6月1日 - 町村制の施行により、以下の各村が発足。（31村）
  - 味野村（単独村制。現・倉敷市）
  - 赤崎村 ← 赤崎村、菰池村（現・倉敷市）
  - 下津井村 ← 吹上村、下津井村（現・倉敷市）
  - 長浜村 ← 大畠村、田之浦村（現・倉敷市）
  - 本荘村 ← 通生村、塩生村、宇野津村（現・倉敷市）
  - 福田村 ← 福田古新田村、福田村、浦田村（現・倉敷市）
  - 呼松村 ← 呼松村、広江村（現・倉敷市）
  - 福田新田村 ← 松江村、東塚村、南畝村、中畝村、北畝村（現・倉敷市）
  - 粒江村 ← 黒石村、八軒屋村、粒浦村、粒江村（現・倉敷市）
  - 藤戸村 ← 天城村、藤戸村（現・倉敷市）
  - 福岡村 ← 串田村、曽原村、林村、福江村（現・倉敷市）
  - 木見村 ← 山村、尾原村、木見村（現・倉敷市）
  - 東興除村 ← 中疇村、内尾村、東疇村（現・岡山市）
  - 西興除村 ← 西疇村、曽根村（現・岡山市）
  - 灘村 ← 片岡村、宗津村、迫川村、奥迫川村（現・岡山市）
  - 彦崎村 ← 植松村、彦崎村、川張村（現・岡山市）
  - 下加茂村 ← 宇藤木村、用吉村、木目村、小島地村（現・玉野市）
  - 上加茂村 ← 白尾村（現・玉野市[4]、倉敷市[5]）、滝村、長尾村、広岡村（現・玉野市）
  - 秀天村 ← 迫間村、槌ヶ原村、大崎村（現・玉野市）
  - 玉井村 ← 八浜村、波知村、見石村（現・玉野市）
  - 甲浦村 ← 郡村、北浦村、宮浦村、飽浦村（現・岡山市）
  - 大門村 ← 小串村、阿津村（現・岡山市）
  - 鉾立村 ← 番田村、北方村、上山坂村、下山坂村（現・玉野市）
  - 胸上村 ← 胸上村、梶岡村、東田井地村、西田井地村（現・玉野市）
  - 山田村 ← 山田村、東野崎村、沼村、後閑村、大藪村（現・玉野市）
  - 田井村（単独村制。現・玉野市）
  - 玉野村 ← 宇野村、玉村（現・玉野市）
  - 日比村 ← 和田村、日比村、渋川村（現・玉野市）
  - 田ノ口村 ← 引網村、田之口村（現・倉敷市）
  - 鴻村 ← 下村、上村（現・倉敷市）
  - 小田村 ← 稗田村、柳田村、小川村（現・倉敷市）
- 明治29年（1896年）2月26日 - 下津井村が町制施行して下津井町となる。（1町30村）
- 明治31年（1898年）1月1日
  - 玉井村が改称して八浜村となる。
  - 大門村が改称して小串村となる。
- 明治33年（1900年）
  - 2月1日 - 長浜村が下津井町の一部（吹上）を編入。
  - 4月1日 - 郡制を施行。
- 明治34年（1901年）2月6日 - 八浜村が町制施行して八浜町となる。（2町29村）
- 明治36年（1903年）4月1日（2町27村）
  - 下加茂村・上加茂村および秀天村の一部（迫間・槌ヶ原）が合併して荘内村が発足。
  - 秀天村の残部（大崎）が八浜町に編入。
- 明治37年（1904年）4月1日 - 福田村・呼松村・福田新田村が合併し、改めて福田村が発足。（2町25村）
- 明治38年（1905年）4月1日 - 東興除村・西興除村が合併して興除村が発足。（2町24村）
- 明治39年（1906年）
  - 3月28日 - 味野村が町制施行して味野町となる。（3町23村）
  - 4月1日（4町19村）
    - 福岡村および木見村の一部（木見・尾原）・彦崎村の一部（植松）が合併して郷内村が発足。
    - 木見村の残部（山村）が田ノ口村に編入。
    - 灘村および彦崎村の残部（彦崎・川張）が合併して灘崎村が発足。
    - 日比村および玉野村の一部（玉）が合併して日比町が発足。
    - 玉野村の残部（宇野）・田井村の一部が合併して宇野村が発足。
    - 田井村の残部が八浜町に編入。
- 明治40年（1907年）
  - 4月1日 - 田ノ口村・鴻村が合併して琴浦村が発足。（4町18村）
  - 10月1日 - 下津井町・長浜村が合併し、改めて下津井町が発足。（4町17村）
- 明治45年（1912年）4月1日 - 児島湾干拓地第2区に藤田村が起立。（4町18村）
- 大正4年（1915年）
  - 11月1日 - 琴浦村が町制施行して琴浦町となる。（5町17村）
  - 11月10日 - 藤戸村が町制施行して藤戸町となる。（6町16村）
- 大正8年（1919年）1月1日 - 宇野村が町制施行して宇野町となる。（7町15村）
- 大正12年（1923年）4月1日 - 郡会が廃止。郡役所は存続。
- 大正15年（1926年）7月1日 - 郡役所が廃止。以降は地域区分名称となる。
- 昭和3年（1928年）11月1日 - 小田村が町制施行のうえ改称して児島町となる。（8町14村）
- 昭和5年（1930年）8月1日 - 福田村の一部（浦田）が倉敷市（初代）に編入。
- 昭和10年（1935年）1月1日 - 赤崎村が町制施行して赤崎町となる。（9町13村）
- 昭和15年（1940年）8月3日 - 宇野町・日比町が合併して玉野市が発足し、郡より離脱。（7町13村）
- 昭和16年（1941年）2月11日 - 味野町・赤崎町が合併し、改めて味野町が発足。（6町13村）
- 昭和22年（1947年）12月9日 - 福田村が町制施行して福田町となる。（7町12村）
- 昭和23年（1948年）4月1日 - 味野町・児島町・下津井町・本荘村が合併して児島市となり、郡より離脱。（4町11村）
- 昭和24年（1949年）4月1日 - 灘崎村が町制施行して灘崎町となる。（5町10村）
- 昭和25年（1950年）9月1日 - 粒江村が倉敷市に編入。（5町9村）
- 昭和27年（1952年）4月1日 - 甲浦村が岡山市に編入。（5町8村）
- 昭和28年（1953年）
  - 6月1日 - 福田町が倉敷市に編入。（4町8村）
  - 7月1日 - 山田村が玉野市に編入。（4町7村）
- 昭和29年（1954年）
  - 3月1日 - 胸上村・鉾立村が合併して東児町が発足。（5町5村）
  - 4月1日（5町3村）
    - 荘内村が玉野市に編入。
    - 小串村が岡山市に編入。

  - 12月1日 - 藤戸町が倉敷市に編入。（4町3村）
- 昭和30年（1955年）2月1日 - 八浜町が玉野市に編入。（3町3村）
- 昭和31年（1956年）4月1日 - 琴浦町が児島市と合併し、改めて児島市が発足、郡より離脱。（2町3村）
- 昭和34年（1959年）3月1日 - 郷内村の一部（植松）が灘崎町に、残部が児島市にそれぞれ編入。（2町2村）
- 昭和46年（1971年）5月1日 - 興除村が岡山市に編入。（2町1村）
- 昭和49年（1974年）3月20日 - 東児町が玉野市に編入。（1町1村）
- 昭和50年（1975年）5月1日 - 藤田村が岡山市に編入。（1町）
- 平成17年（2005年）3月22日 - 灘崎町が岡山市に編入。同日児島郡消滅。

### 変遷表
| 時代               | 明治 明治22年6月1日-明治45年 (1889-1912) | 明治 明治22年6月1日-明治45年 (1889-1912) | 明治 明治22年6月1日-明治45年 (1889-1912) | 明治 明治22年6月1日-明治45年 (1889-1912) | 明治 明治22年6月1日-明治45年 (1889-1912) | 明治 明治22年6月1日-明治45年 (1889-1912) | 明治 明治22年6月1日-明治45年 (1889-1912) | 明治 明治22年6月1日-明治45年 (1889-1912) | 明治 明治22年6月1日-明治45年 (1889-1912) | 明治 明治22年6月1日-明治45年 (1889-1912) | 明治 明治22年6月1日-明治45年 (1889-1912) | 明治 明治22年6月1日-明治45年 (1889-1912) | 明治 明治22年6月1日-明治45年 (1889-1912) | 大正 (1912-1926)                     | 大正 (1912-1926)                     | 大正 (1912-1926)                     | 昭和 昭和1年-昭和20年9月1日 (1926-1945) | 昭和 昭和1年-昭和20年9月1日 (1926-1945) | 昭和 昭和1年-昭和20年9月1日 (1926-1945) | 昭和 昭和1年-昭和20年9月1日 (1926-1945) | 昭和 昭和20年9月2日-昭和64年 (1945-1989) | 昭和 昭和20年9月2日-昭和64年 (1945-1989) | 昭和 昭和20年9月2日-昭和64年 (1945-1989) | 昭和 昭和20年9月2日-昭和64年 (1945-1989) | 昭和 昭和20年9月2日-昭和64年 (1945-1989) | 昭和 昭和20年9月2日-昭和64年 (1945-1989) | 昭和 昭和20年9月2日-昭和64年 (1945-1989) | 昭和 昭和20年9月2日-昭和64年 (1945-1989) | 昭和 昭和20年9月2日-昭和64年 (1945-1989) | 昭和 昭和20年9月2日-昭和64年 (1945-1989) | 昭和 昭和20年9月2日-昭和64年 (1945-1989) | 昭和 昭和20年9月2日-昭和64年 (1945-1989) | 昭和 昭和20年9月2日-昭和64年 (1945-1989) | 昭和 昭和20年9月2日-昭和64年 (1945-1989) | 昭和 昭和20年9月2日-昭和64年 (1945-1989) | 昭和 昭和20年9月2日-昭和64年 (1945-1989) | 昭和 昭和20年9月2日-昭和64年 (1945-1989) | 昭和 昭和20年9月2日-昭和64年 (1945-1989) | 平成 平成元年-平成21年3月31日 (1989-2009) | 平成 平成21年4月1日- (2009-) |
| ------------------ | ---------------------------------------- | ---------------------------------------- | ---------------------------------------- | ---------------------------------------- | ---------------------------------------- | ---------------------------------------- | ---------------------------------------- | ---------------------------------------- | ---------------------------------------- | ---------------------------------------- | ---------------------------------------- | ---------------------------------------- | ---------------------------------------- | ------------------------------------ | ------------------------------------ | ------------------------------------ | --------------------------------------- | --------------------------------------- | --------------------------------------- | --------------------------------------- | ---------------------------------------- | ---------------------------------------- | ---------------------------------------- | ---------------------------------------- | ---------------------------------------- | ---------------------------------------- | ---------------------------------------- | ---------------------------------------- | ---------------------------------------- | ---------------------------------------- | ---------------------------------------- | ---------------------------------------- | ---------------------------------------- | ---------------------------------------- | ---------------------------------------- | ---------------------------------------- | ---------------------------------------- | ---------------------------------------- | ----------------------------------------- | ---------------------------- |
| 年                 | M22                                      | M29                                      | M31                                      | M33                                      | M34                                      | M36                                      | M37                                      | M38                                      | M39                                      | M39                                      | M40                                      | M40                                      | M45                                      | T4                                   | T4                                   | T8                                   | S3                                      | S10                                     | S15                                     | S16                                     | S22                                      | S23                                      | S24                                      | S25                                      | S27                                      | S28                                      | S28                                      | S29                                      | S29                                      | S29                                      | S29                                      | S30                                      | S31                                      | S34                                      | S42                                      | S46                                      | S49                                      | S50                                      | H17                                       | H21                          |
| 藤戸村             | 藤戸村                                   | 藤戸村                                   | 藤戸村                                   | 藤戸村                                   | 藤戸村                                   | 藤戸村                                   | 藤戸村                                   | 藤戸村                                   | 藤戸村                                   | 藤戸村                                   | 藤戸村                                   | 藤戸村                                   | 藤戸村                                   | 藤戸村                               | 1915年11月10日 藤戸町                | 1915年11月10日 藤戸町                | 1915年11月10日 藤戸町                   | 1915年11月10日 藤戸町                   | 1915年11月10日 藤戸町                   | 1915年11月10日 藤戸町                   | 1915年11月10日 藤戸町                    | 1915年11月10日 藤戸町                    | 1915年11月10日 藤戸町                    | 1915年11月10日 藤戸町                    | 1915年11月10日 藤戸町                    | 1915年11月10日 藤戸町                    | 1915年11月10日 藤戸町                    | 1915年11月10日 藤戸町                    | 1915年11月10日 藤戸町                    | 1915年11月10日 藤戸町                    | 1954年12月1日 倉敷市                     | 1954年12月1日 倉敷市                     | 1954年12月1日 倉敷市                     | 1954年12月1日 倉敷市                     | 1967年 2月1日 倉敷市                     | 1967年 2月1日 倉敷市                     | 1967年 2月1日 倉敷市                     | 1967年 2月1日 倉敷市                     | 1967年 2月1日 倉敷市                      | 1967年 2月1日 倉敷市         |
| 天城村             | 藤戸村                                   | 藤戸村                                   | 藤戸村                                   | 藤戸村                                   | 藤戸村                                   | 藤戸村                                   | 藤戸村                                   | 藤戸村                                   | 藤戸村                                   | 藤戸村                                   | 藤戸村                                   | 藤戸村                                   | 藤戸村                                   | 藤戸村                               | 1915年11月10日 藤戸町                | 1915年11月10日 藤戸町                | 1915年11月10日 藤戸町                   | 1915年11月10日 藤戸町                   | 1915年11月10日 藤戸町                   | 1915年11月10日 藤戸町                   | 1915年11月10日 藤戸町                    | 1915年11月10日 藤戸町                    | 1915年11月10日 藤戸町                    | 1915年11月10日 藤戸町                    | 1915年11月10日 藤戸町                    | 1915年11月10日 藤戸町                    | 1915年11月10日 藤戸町                    | 1915年11月10日 藤戸町                    | 1915年11月10日 藤戸町                    | 1915年11月10日 藤戸町                    | 1954年12月1日 倉敷市                     | 1954年12月1日 倉敷市                     | 1954年12月1日 倉敷市                     | 1954年12月1日 倉敷市                     | 1967年 2月1日 倉敷市                     | 1967年 2月1日 倉敷市                     | 1967年 2月1日 倉敷市                     | 1967年 2月1日 倉敷市                     | 1967年 2月1日 倉敷市                      | 1967年 2月1日 倉敷市         |
| 粒江村             | 粒江村                                   | 粒江村                                   | 粒江村                                   | 粒江村                                   | 粒江村                                   | 粒江村                                   | 粒江村                                   | 粒江村                                   | 粒江村                                   | 粒江村                                   | 粒江村                                   | 粒江村                                   | 粒江村                                   | 粒江村                               | 粒江村                               | 粒江村                               | 粒江村                                  | 粒江村                                  | 粒江村                                  | 粒江村                                  | 粒江村                                   | 粒江村                                   | 粒江村                                   | 1950年 9月1日 倉敷市                     | 1950年 9月1日 倉敷市                     | 1953年 6月1日 倉敷市                     | 1953年 6月1日 倉敷市                     | 1953年 6月1日 倉敷市                     | 1953年 6月1日 倉敷市                     | 1953年 6月1日 倉敷市                     | 1954年12月1日 倉敷市                     | 1954年12月1日 倉敷市                     | 1954年12月1日 倉敷市                     | 1954年12月1日 倉敷市                     | 1967年 2月1日 倉敷市                     | 1967年 2月1日 倉敷市                     | 1967年 2月1日 倉敷市                     | 1967年 2月1日 倉敷市                     | 1967年 2月1日 倉敷市                      | 1967年 2月1日 倉敷市         |
| 粒浦村             | 粒江村                                   | 粒江村                                   | 粒江村                                   | 粒江村                                   | 粒江村                                   | 粒江村                                   | 粒江村                                   | 粒江村                                   | 粒江村                                   | 粒江村                                   | 粒江村                                   | 粒江村                                   | 粒江村                                   | 粒江村                               | 粒江村                               | 粒江村                               | 粒江村                                  | 粒江村                                  | 粒江村                                  | 粒江村                                  | 粒江村                                   | 粒江村                                   | 粒江村                                   | 1950年 9月1日 倉敷市                     | 1950年 9月1日 倉敷市                     | 1953年 6月1日 倉敷市                     | 1953年 6月1日 倉敷市                     | 1953年 6月1日 倉敷市                     | 1953年 6月1日 倉敷市                     | 1953年 6月1日 倉敷市                     | 1954年12月1日 倉敷市                     | 1954年12月1日 倉敷市                     | 1954年12月1日 倉敷市                     | 1954年12月1日 倉敷市                     | 1967年 2月1日 倉敷市                     | 1967年 2月1日 倉敷市                     | 1967年 2月1日 倉敷市                     | 1967年 2月1日 倉敷市                     | 1967年 2月1日 倉敷市                      | 1967年 2月1日 倉敷市         |
| 黒石村             | 粒江村                                   | 粒江村                                   | 粒江村                                   | 粒江村                                   | 粒江村                                   | 粒江村                                   | 粒江村                                   | 粒江村                                   | 粒江村                                   | 粒江村                                   | 粒江村                                   | 粒江村                                   | 粒江村                                   | 粒江村                               | 粒江村                               | 粒江村                               | 粒江村                                  | 粒江村                                  | 粒江村                                  | 粒江村                                  | 粒江村                                   | 粒江村                                   | 粒江村                                   | 1950年 9月1日 倉敷市                     | 1950年 9月1日 倉敷市                     | 1953年 6月1日 倉敷市                     | 1953年 6月1日 倉敷市                     | 1953年 6月1日 倉敷市                     | 1953年 6月1日 倉敷市                     | 1953年 6月1日 倉敷市                     | 1954年12月1日 倉敷市                     | 1954年12月1日 倉敷市                     | 1954年12月1日 倉敷市                     | 1954年12月1日 倉敷市                     | 1967年 2月1日 倉敷市                     | 1967年 2月1日 倉敷市                     | 1967年 2月1日 倉敷市                     | 1967年 2月1日 倉敷市                     | 1967年 2月1日 倉敷市                      | 1967年 2月1日 倉敷市         |
| 八軒屋村           | 粒江村                                   | 粒江村                                   | 粒江村                                   | 粒江村                                   | 粒江村                                   | 粒江村                                   | 粒江村                                   | 粒江村                                   | 粒江村                                   | 粒江村                                   | 粒江村                                   | 粒江村                                   | 粒江村                                   | 粒江村                               | 粒江村                               | 粒江村                               | 粒江村                                  | 粒江村                                  | 粒江村                                  | 粒江村                                  | 粒江村                                   | 粒江村                                   | 粒江村                                   | 1950年 9月1日 倉敷市                     | 1950年 9月1日 倉敷市                     | 1953年 6月1日 倉敷市                     | 1953年 6月1日 倉敷市                     | 1953年 6月1日 倉敷市                     | 1953年 6月1日 倉敷市                     | 1953年 6月1日 倉敷市                     | 1954年12月1日 倉敷市                     | 1954年12月1日 倉敷市                     | 1954年12月1日 倉敷市                     | 1954年12月1日 倉敷市                     | 1967年 2月1日 倉敷市                     | 1967年 2月1日 倉敷市                     | 1967年 2月1日 倉敷市                     | 1967年 2月1日 倉敷市                     | 1967年 2月1日 倉敷市                      | 1967年 2月1日 倉敷市         |
| 福田村             | 福田村                                   | 福田村                                   | 福田村                                   | 福田村                                   | 福田村                                   | 福田村                                   | 1904年4月1日 福田村                      | 1904年4月1日 福田村                      | 1904年4月1日 福田村                      | 1904年4月1日 福田村                      | 1904年4月1日 福田村                      | 1904年4月1日 福田村                      | 1904年4月1日 福田村                      | 1904年4月1日 福田村                  | 1904年4月1日 福田村                  | 1904年4月1日 福田村                  | 1904年4月1日 福田村                     | 1904年4月1日 福田村                     | 1904年4月1日 福田村                     | 1904年4月1日 福田村                     | 1947年12月25日 福田町                    | 1947年12月25日 福田町                    | 1947年12月25日 福田町                    | 1947年12月25日 福田町                    | 1947年12月25日 福田町                    | 1953年 6月1日 倉敷市                     | 1953年 6月1日 倉敷市                     | 1953年 6月1日 倉敷市                     | 1953年 6月1日 倉敷市                     | 1953年 6月1日 倉敷市                     | 1954年12月1日 倉敷市                     | 1954年12月1日 倉敷市                     | 1954年12月1日 倉敷市                     | 1954年12月1日 倉敷市                     | 1967年 2月1日 倉敷市                     | 1967年 2月1日 倉敷市                     | 1967年 2月1日 倉敷市                     | 1967年 2月1日 倉敷市                     | 1967年 2月1日 倉敷市                      | 1967年 2月1日 倉敷市         |
| 浦田村             | 福田村                                   | 福田村                                   | 福田村                                   | 福田村                                   | 福田村                                   | 福田村                                   | 1904年4月1日 福田村                      | 1904年4月1日 福田村                      | 1904年4月1日 福田村                      | 1904年4月1日 福田村                      | 1904年4月1日 福田村                      | 1904年4月1日 福田村                      | 1904年4月1日 福田村                      | 1904年4月1日 福田村                  | 1904年4月1日 福田村                  | 1904年4月1日 福田村                  | 1904年4月1日 福田村                     | 1904年4月1日 福田村                     | 1904年4月1日 福田村                     | 1904年4月1日 福田村                     | 1947年12月25日 福田町                    | 1947年12月25日 福田町                    | 1947年12月25日 福田町                    | 1947年12月25日 福田町                    | 1947年12月25日 福田町                    | 1953年 6月1日 倉敷市                     | 1953年 6月1日 倉敷市                     | 1953年 6月1日 倉敷市                     | 1953年 6月1日 倉敷市                     | 1953年 6月1日 倉敷市                     | 1954年12月1日 倉敷市                     | 1954年12月1日 倉敷市                     | 1954年12月1日 倉敷市                     | 1954年12月1日 倉敷市                     | 1967年 2月1日 倉敷市                     | 1967年 2月1日 倉敷市                     | 1967年 2月1日 倉敷市                     | 1967年 2月1日 倉敷市                     | 1967年 2月1日 倉敷市                      | 1967年 2月1日 倉敷市         |
| 福田古新田村       | 福田村                                   | 福田村                                   | 福田村                                   | 福田村                                   | 福田村                                   | 福田村                                   | 1904年4月1日 福田村                      | 1904年4月1日 福田村                      | 1904年4月1日 福田村                      | 1904年4月1日 福田村                      | 1904年4月1日 福田村                      | 1904年4月1日 福田村                      | 1904年4月1日 福田村                      | 1904年4月1日 福田村                  | 1904年4月1日 福田村                  | 1904年4月1日 福田村                  | 1904年4月1日 福田村                     | 1904年4月1日 福田村                     | 1904年4月1日 福田村                     | 1904年4月1日 福田村                     | 1947年12月25日 福田町                    | 1947年12月25日 福田町                    | 1947年12月25日 福田町                    | 1947年12月25日 福田町                    | 1947年12月25日 福田町                    | 1953年 6月1日 倉敷市                     | 1953年 6月1日 倉敷市                     | 1953年 6月1日 倉敷市                     | 1953年 6月1日 倉敷市                     | 1953年 6月1日 倉敷市                     | 1954年12月1日 倉敷市                     | 1954年12月1日 倉敷市                     | 1954年12月1日 倉敷市                     | 1954年12月1日 倉敷市                     | 1967年 2月1日 倉敷市                     | 1967年 2月1日 倉敷市                     | 1967年 2月1日 倉敷市                     | 1967年 2月1日 倉敷市                     | 1967年 2月1日 倉敷市                      | 1967年 2月1日 倉敷市         |
| 東塚村             | 福田新田村                               | 福田新田村                               | 福田新田村                               | 福田新田村                               | 福田新田村                               | 福田新田村                               | 1904年4月1日 福田村                      | 1904年4月1日 福田村                      | 1904年4月1日 福田村                      | 1904年4月1日 福田村                      | 1904年4月1日 福田村                      | 1904年4月1日 福田村                      | 1904年4月1日 福田村                      | 1904年4月1日 福田村                  | 1904年4月1日 福田村                  | 1904年4月1日 福田村                  | 1904年4月1日 福田村                     | 1904年4月1日 福田村                     | 1904年4月1日 福田村                     | 1904年4月1日 福田村                     | 1947年12月25日 福田町                    | 1947年12月25日 福田町                    | 1947年12月25日 福田町                    | 1947年12月25日 福田町                    | 1947年12月25日 福田町                    | 1953年 6月1日 倉敷市                     | 1953年 6月1日 倉敷市                     | 1953年 6月1日 倉敷市                     | 1953年 6月1日 倉敷市                     | 1953年 6月1日 倉敷市                     | 1954年12月1日 倉敷市                     | 1954年12月1日 倉敷市                     | 1954年12月1日 倉敷市                     | 1954年12月1日 倉敷市                     | 1967年 2月1日 倉敷市                     | 1967年 2月1日 倉敷市                     | 1967年 2月1日 倉敷市                     | 1967年 2月1日 倉敷市                     | 1967年 2月1日 倉敷市                      | 1967年 2月1日 倉敷市         |
| 松江村             | 福田新田村                               | 福田新田村                               | 福田新田村                               | 福田新田村                               | 福田新田村                               | 福田新田村                               | 1904年4月1日 福田村                      | 1904年4月1日 福田村                      | 1904年4月1日 福田村                      | 1904年4月1日 福田村                      | 1904年4月1日 福田村                      | 1904年4月1日 福田村                      | 1904年4月1日 福田村                      | 1904年4月1日 福田村                  | 1904年4月1日 福田村                  | 1904年4月1日 福田村                  | 1904年4月1日 福田村                     | 1904年4月1日 福田村                     | 1904年4月1日 福田村                     | 1904年4月1日 福田村                     | 1947年12月25日 福田町                    | 1947年12月25日 福田町                    | 1947年12月25日 福田町                    | 1947年12月25日 福田町                    | 1947年12月25日 福田町                    | 1953年 6月1日 倉敷市                     | 1953年 6月1日 倉敷市                     | 1953年 6月1日 倉敷市                     | 1953年 6月1日 倉敷市                     | 1953年 6月1日 倉敷市                     | 1954年12月1日 倉敷市                     | 1954年12月1日 倉敷市                     | 1954年12月1日 倉敷市                     | 1954年12月1日 倉敷市                     | 1967年 2月1日 倉敷市                     | 1967年 2月1日 倉敷市                     | 1967年 2月1日 倉敷市                     | 1967年 2月1日 倉敷市                     | 1967年 2月1日 倉敷市                      | 1967年 2月1日 倉敷市         |
| 北畝村             | 福田新田村                               | 福田新田村                               | 福田新田村                               | 福田新田村                               | 福田新田村                               | 福田新田村                               | 1904年4月1日 福田村                      | 1904年4月1日 福田村                      | 1904年4月1日 福田村                      | 1904年4月1日 福田村                      | 1904年4月1日 福田村                      | 1904年4月1日 福田村                      | 1904年4月1日 福田村                      | 1904年4月1日 福田村                  | 1904年4月1日 福田村                  | 1904年4月1日 福田村                  | 1904年4月1日 福田村                     | 1904年4月1日 福田村                     | 1904年4月1日 福田村                     | 1904年4月1日 福田村                     | 1947年12月25日 福田町                    | 1947年12月25日 福田町                    | 1947年12月25日 福田町                    | 1947年12月25日 福田町                    | 1947年12月25日 福田町                    | 1953年 6月1日 倉敷市                     | 1953年 6月1日 倉敷市                     | 1953年 6月1日 倉敷市                     | 1953年 6月1日 倉敷市                     | 1953年 6月1日 倉敷市                     | 1954年12月1日 倉敷市                     | 1954年12月1日 倉敷市                     | 1954年12月1日 倉敷市                     | 1954年12月1日 倉敷市                     | 1967年 2月1日 倉敷市                     | 1967年 2月1日 倉敷市                     | 1967年 2月1日 倉敷市                     | 1967年 2月1日 倉敷市                     | 1967年 2月1日 倉敷市                      | 1967年 2月1日 倉敷市         |
| 中畝村             | 福田新田村                               | 福田新田村                               | 福田新田村                               | 福田新田村                               | 福田新田村                               | 福田新田村                               | 1904年4月1日 福田村                      | 1904年4月1日 福田村                      | 1904年4月1日 福田村                      | 1904年4月1日 福田村                      | 1904年4月1日 福田村                      | 1904年4月1日 福田村                      | 1904年4月1日 福田村                      | 1904年4月1日 福田村                  | 1904年4月1日 福田村                  | 1904年4月1日 福田村                  | 1904年4月1日 福田村                     | 1904年4月1日 福田村                     | 1904年4月1日 福田村                     | 1904年4月1日 福田村                     | 1947年12月25日 福田町                    | 1947年12月25日 福田町                    | 1947年12月25日 福田町                    | 1947年12月25日 福田町                    | 1947年12月25日 福田町                    | 1953年 6月1日 倉敷市                     | 1953年 6月1日 倉敷市                     | 1953年 6月1日 倉敷市                     | 1953年 6月1日 倉敷市                     | 1953年 6月1日 倉敷市                     | 1954年12月1日 倉敷市                     | 1954年12月1日 倉敷市                     | 1954年12月1日 倉敷市                     | 1954年12月1日 倉敷市                     | 1967年 2月1日 倉敷市                     | 1967年 2月1日 倉敷市                     | 1967年 2月1日 倉敷市                     | 1967年 2月1日 倉敷市                     | 1967年 2月1日 倉敷市                      | 1967年 2月1日 倉敷市         |
| 南畝村             | 福田新田村                               | 福田新田村                               | 福田新田村                               | 福田新田村                               | 福田新田村                               | 福田新田村                               | 1904年4月1日 福田村                      | 1904年4月1日 福田村                      | 1904年4月1日 福田村                      | 1904年4月1日 福田村                      | 1904年4月1日 福田村                      | 1904年4月1日 福田村                      | 1904年4月1日 福田村                      | 1904年4月1日 福田村                  | 1904年4月1日 福田村                  | 1904年4月1日 福田村                  | 1904年4月1日 福田村                     | 1904年4月1日 福田村                     | 1904年4月1日 福田村                     | 1904年4月1日 福田村                     | 1947年12月25日 福田町                    | 1947年12月25日 福田町                    | 1947年12月25日 福田町                    | 1947年12月25日 福田町                    | 1947年12月25日 福田町                    | 1953年 6月1日 倉敷市                     | 1953年 6月1日 倉敷市                     | 1953年 6月1日 倉敷市                     | 1953年 6月1日 倉敷市                     | 1953年 6月1日 倉敷市                     | 1954年12月1日 倉敷市                     | 1954年12月1日 倉敷市                     | 1954年12月1日 倉敷市                     | 1954年12月1日 倉敷市                     | 1967年 2月1日 倉敷市                     | 1967年 2月1日 倉敷市                     | 1967年 2月1日 倉敷市                     | 1967年 2月1日 倉敷市                     | 1967年 2月1日 倉敷市                      | 1967年 2月1日 倉敷市         |
| 呼松村             | 呼松村                                   | 呼松村                                   | 呼松村                                   | 呼松村                                   | 呼松村                                   | 呼松村                                   | 1904年4月1日 福田村                      | 1904年4月1日 福田村                      | 1904年4月1日 福田村                      | 1904年4月1日 福田村                      | 1904年4月1日 福田村                      | 1904年4月1日 福田村                      | 1904年4月1日 福田村                      | 1904年4月1日 福田村                  | 1904年4月1日 福田村                  | 1904年4月1日 福田村                  | 1904年4月1日 福田村                     | 1904年4月1日 福田村                     | 1904年4月1日 福田村                     | 1904年4月1日 福田村                     | 1947年12月25日 福田町                    | 1947年12月25日 福田町                    | 1947年12月25日 福田町                    | 1947年12月25日 福田町                    | 1947年12月25日 福田町                    | 1953年 6月1日 倉敷市                     | 1953年 6月1日 倉敷市                     | 1953年 6月1日 倉敷市                     | 1953年 6月1日 倉敷市                     | 1953年 6月1日 倉敷市                     | 1954年12月1日 倉敷市                     | 1954年12月1日 倉敷市                     | 1954年12月1日 倉敷市                     | 1954年12月1日 倉敷市                     | 1967年 2月1日 倉敷市                     | 1967年 2月1日 倉敷市                     | 1967年 2月1日 倉敷市                     | 1967年 2月1日 倉敷市                     | 1967年 2月1日 倉敷市                      | 1967年 2月1日 倉敷市         |
| 広江村             | 呼松村                                   | 呼松村                                   | 呼松村                                   | 呼松村                                   | 呼松村                                   | 呼松村                                   | 1904年4月1日 福田村                      | 1904年4月1日 福田村                      | 1904年4月1日 福田村                      | 1904年4月1日 福田村                      | 1904年4月1日 福田村                      | 1904年4月1日 福田村                      | 1904年4月1日 福田村                      | 1904年4月1日 福田村                  | 1904年4月1日 福田村                  | 1904年4月1日 福田村                  | 1904年4月1日 福田村                     | 1904年4月1日 福田村                     | 1904年4月1日 福田村                     | 1904年4月1日 福田村                     | 1947年12月25日 福田町                    | 1947年12月25日 福田町                    | 1947年12月25日 福田町                    | 1947年12月25日 福田町                    | 1947年12月25日 福田町                    | 1953年 6月1日 倉敷市                     | 1953年 6月1日 倉敷市                     | 1953年 6月1日 倉敷市                     | 1953年 6月1日 倉敷市                     | 1953年 6月1日 倉敷市                     | 1954年12月1日 倉敷市                     | 1954年12月1日 倉敷市                     | 1954年12月1日 倉敷市                     | 1954年12月1日 倉敷市                     | 1967年 2月1日 倉敷市                     | 1967年 2月1日 倉敷市                     | 1967年 2月1日 倉敷市                     | 1967年 2月1日 倉敷市                     | 1967年 2月1日 倉敷市                      | 1967年 2月1日 倉敷市         |
| 通生村             | 本荘村                                   | 本荘村                                   | 本荘村                                   | 本荘村                                   | 本荘村                                   | 本荘村                                   | 本荘村                                   | 本荘村                                   | 本荘村                                   | 本荘村                                   | 本荘村                                   | 本荘村                                   | 本荘村                                   | 本荘村                               | 本荘村                               | 本荘村                               | 本荘村                                  | 本荘村                                  | 本荘村                                  | 本荘村                                  | 本荘村                                   | 1948年 4月1日 児島市                     | 1948年 4月1日 児島市                     | 1948年 4月1日 児島市                     | 1948年 4月1日 児島市                     | 1948年 4月1日 児島市                     | 1948年 4月1日 児島市                     | 1948年 4月1日 児島市                     | 1948年 4月1日 児島市                     | 1948年 4月1日 児島市                     | 1948年 4月1日 児島市                     | 1948年 4月1日 児島市                     | 1956年4月1日 児島市                      | 1959年3月1日 児島市                      | 1967年 2月1日 倉敷市                     | 1967年 2月1日 倉敷市                     | 1967年 2月1日 倉敷市                     | 1967年 2月1日 倉敷市                     | 1967年 2月1日 倉敷市                      | 1967年 2月1日 倉敷市         |
| 塩生村             | 本荘村                                   | 本荘村                                   | 本荘村                                   | 本荘村                                   | 本荘村                                   | 本荘村                                   | 本荘村                                   | 本荘村                                   | 本荘村                                   | 本荘村                                   | 本荘村                                   | 本荘村                                   | 本荘村                                   | 本荘村                               | 本荘村                               | 本荘村                               | 本荘村                                  | 本荘村                                  | 本荘村                                  | 本荘村                                  | 本荘村                                   | 1948年 4月1日 児島市                     | 1948年 4月1日 児島市                     | 1948年 4月1日 児島市                     | 1948年 4月1日 児島市                     | 1948年 4月1日 児島市                     | 1948年 4月1日 児島市                     | 1948年 4月1日 児島市                     | 1948年 4月1日 児島市                     | 1948年 4月1日 児島市                     | 1948年 4月1日 児島市                     | 1948年 4月1日 児島市                     | 1956年4月1日 児島市                      | 1959年3月1日 児島市                      | 1967年 2月1日 倉敷市                     | 1967年 2月1日 倉敷市                     | 1967年 2月1日 倉敷市                     | 1967年 2月1日 倉敷市                     | 1967年 2月1日 倉敷市                      | 1967年 2月1日 倉敷市         |
| 宇野津村           | 本荘村                                   | 本荘村                                   | 本荘村                                   | 本荘村                                   | 本荘村                                   | 本荘村                                   | 本荘村                                   | 本荘村                                   | 本荘村                                   | 本荘村                                   | 本荘村                                   | 本荘村                                   | 本荘村                                   | 本荘村                               | 本荘村                               | 本荘村                               | 本荘村                                  | 本荘村                                  | 本荘村                                  | 本荘村                                  | 本荘村                                   | 1948年 4月1日 児島市                     | 1948年 4月1日 児島市                     | 1948年 4月1日 児島市                     | 1948年 4月1日 児島市                     | 1948年 4月1日 児島市                     | 1948年 4月1日 児島市                     | 1948年 4月1日 児島市                     | 1948年 4月1日 児島市                     | 1948年 4月1日 児島市                     | 1948年 4月1日 児島市                     | 1948年 4月1日 児島市                     | 1956年4月1日 児島市                      | 1959年3月1日 児島市                      | 1967年 2月1日 倉敷市                     | 1967年 2月1日 倉敷市                     | 1967年 2月1日 倉敷市                     | 1967年 2月1日 倉敷市                     | 1967年 2月1日 倉敷市                      | 1967年 2月1日 倉敷市         |
| 下津井村           | 下津井村                                 | 1896年 2月28日 下津井町                  | 1896年 2月28日 下津井町                  | 1900年2月1日下津井町                     | 1900年2月1日下津井町                     | 1900年2月1日下津井町                     | 1900年2月1日下津井町                     | 1900年2月1日下津井町                     | 1900年2月1日下津井町                     | 1900年2月1日下津井町                     | 1900年2月1日下津井町                     | 1907年10月1日 下津井町                   | 1907年10月1日 下津井町                   | 1907年10月1日 下津井町               | 1907年10月1日 下津井町               | 1907年10月1日 下津井町               | 1907年10月1日 下津井町                  | 1907年10月1日 下津井町                  | 1907年10月1日 下津井町                  | 1907年10月1日 下津井町                  | 1907年10月1日 下津井町                   | 1948年 4月1日 児島市                     | 1948年 4月1日 児島市                     | 1948年 4月1日 児島市                     | 1948年 4月1日 児島市                     | 1948年 4月1日 児島市                     | 1948年 4月1日 児島市                     | 1948年 4月1日 児島市                     | 1948年 4月1日 児島市                     | 1948年 4月1日 児島市                     | 1948年 4月1日 児島市                     | 1948年 4月1日 児島市                     | 1956年4月1日 児島市                      | 1959年3月1日 児島市                      | 1967年 2月1日 倉敷市                     | 1967年 2月1日 倉敷市                     | 1967年 2月1日 倉敷市                     | 1967年 2月1日 倉敷市                     | 1967年 2月1日 倉敷市                      | 1967年 2月1日 倉敷市         |
| 吹上村             | 下津井村                                 | 1896年 2月28日 下津井町                  | 1896年 2月28日 下津井町                  | 1900年2月1日 長浜村                      | 1900年2月1日 長浜村                      | 1900年2月1日 長浜村                      | 1900年2月1日 長浜村                      | 1900年2月1日 長浜村                      | 1900年2月1日 長浜村                      | 1900年2月1日 長浜村                      | 1900年2月1日 長浜村                      | 1907年10月1日 下津井町                   | 1907年10月1日 下津井町                   | 1907年10月1日 下津井町               | 1907年10月1日 下津井町               | 1907年10月1日 下津井町               | 1907年10月1日 下津井町                  | 1907年10月1日 下津井町                  | 1907年10月1日 下津井町                  | 1907年10月1日 下津井町                  | 1907年10月1日 下津井町                   | 1948年 4月1日 児島市                     | 1948年 4月1日 児島市                     | 1948年 4月1日 児島市                     | 1948年 4月1日 児島市                     | 1948年 4月1日 児島市                     | 1948年 4月1日 児島市                     | 1948年 4月1日 児島市                     | 1948年 4月1日 児島市                     | 1948年 4月1日 児島市                     | 1948年 4月1日 児島市                     | 1948年 4月1日 児島市                     | 1956年4月1日 児島市                      | 1959年3月1日 児島市                      | 1967年 2月1日 倉敷市                     | 1967年 2月1日 倉敷市                     | 1967年 2月1日 倉敷市                     | 1967年 2月1日 倉敷市                     | 1967年 2月1日 倉敷市                      | 1967年 2月1日 倉敷市         |
| 田ノ浦村           | 長浜村                                   | 長浜村                                   | 長浜村                                   | 1900年2月1日 長浜村                      | 1900年2月1日 長浜村                      | 1900年2月1日 長浜村                      | 1900年2月1日 長浜村                      | 1900年2月1日 長浜村                      | 1900年2月1日 長浜村                      | 1900年2月1日 長浜村                      | 1900年2月1日 長浜村                      | 1907年10月1日 下津井町                   | 1907年10月1日 下津井町                   | 1907年10月1日 下津井町               | 1907年10月1日 下津井町               | 1907年10月1日 下津井町               | 1907年10月1日 下津井町                  | 1907年10月1日 下津井町                  | 1907年10月1日 下津井町                  | 1907年10月1日 下津井町                  | 1907年10月1日 下津井町                   | 1948年 4月1日 児島市                     | 1948年 4月1日 児島市                     | 1948年 4月1日 児島市                     | 1948年 4月1日 児島市                     | 1948年 4月1日 児島市                     | 1948年 4月1日 児島市                     | 1948年 4月1日 児島市                     | 1948年 4月1日 児島市                     | 1948年 4月1日 児島市                     | 1948年 4月1日 児島市                     | 1948年 4月1日 児島市                     | 1956年4月1日 児島市                      | 1959年3月1日 児島市                      | 1967年 2月1日 倉敷市                     | 1967年 2月1日 倉敷市                     | 1967年 2月1日 倉敷市                     | 1967年 2月1日 倉敷市                     | 1967年 2月1日 倉敷市                      | 1967年 2月1日 倉敷市         |
| 大畠村             | 長浜村                                   | 長浜村                                   | 長浜村                                   | 1900年2月1日 長浜村                      | 1900年2月1日 長浜村                      | 1900年2月1日 長浜村                      | 1900年2月1日 長浜村                      | 1900年2月1日 長浜村                      | 1900年2月1日 長浜村                      | 1900年2月1日 長浜村                      | 1900年2月1日 長浜村                      | 1907年10月1日 下津井町                   | 1907年10月1日 下津井町                   | 1907年10月1日 下津井町               | 1907年10月1日 下津井町               | 1907年10月1日 下津井町               | 1907年10月1日 下津井町                  | 1907年10月1日 下津井町                  | 1907年10月1日 下津井町                  | 1907年10月1日 下津井町                  | 1907年10月1日 下津井町                   | 1948年 4月1日 児島市                     | 1948年 4月1日 児島市                     | 1948年 4月1日 児島市                     | 1948年 4月1日 児島市                     | 1948年 4月1日 児島市                     | 1948年 4月1日 児島市                     | 1948年 4月1日 児島市                     | 1948年 4月1日 児島市                     | 1948年 4月1日 児島市                     | 1948年 4月1日 児島市                     | 1948年 4月1日 児島市                     | 1956年4月1日 児島市                      | 1959年3月1日 児島市                      | 1967年 2月1日 倉敷市                     | 1967年 2月1日 倉敷市                     | 1967年 2月1日 倉敷市                     | 1967年 2月1日 倉敷市                     | 1967年 2月1日 倉敷市                      | 1967年 2月1日 倉敷市         |
| 赤崎村             | 赤崎村                                   | 赤崎村                                   | 赤崎村                                   | 赤崎村                                   | 赤崎村                                   | 赤崎村                                   | 赤崎村                                   | 赤崎村                                   | 赤崎村                                   | 赤崎村                                   | 赤崎村                                   | 赤崎村                                   | 赤崎村                                   | 赤崎村                               | 赤崎村                               | 赤崎村                               | 赤崎村                                  | 1935年 1月1日 赤崎町                    | 1935年 1月1日 赤崎町                    | 1941年 2月11日 味野町                   | 1941年 2月11日 味野町                    | 1948年 4月1日 児島市                     | 1948年 4月1日 児島市                     | 1948年 4月1日 児島市                     | 1948年 4月1日 児島市                     | 1948年 4月1日 児島市                     | 1948年 4月1日 児島市                     | 1948年 4月1日 児島市                     | 1948年 4月1日 児島市                     | 1948年 4月1日 児島市                     | 1948年 4月1日 児島市                     | 1948年 4月1日 児島市                     | 1956年4月1日 児島市                      | 1959年3月1日 児島市                      | 1967年 2月1日 倉敷市                     | 1967年 2月1日 倉敷市                     | 1967年 2月1日 倉敷市                     | 1967年 2月1日 倉敷市                     | 1967年 2月1日 倉敷市                      | 1967年 2月1日 倉敷市         |
| 菰池村             | 赤崎村                                   | 赤崎村                                   | 赤崎村                                   | 赤崎村                                   | 赤崎村                                   | 赤崎村                                   | 赤崎村                                   | 赤崎村                                   | 赤崎村                                   | 赤崎村                                   | 赤崎村                                   | 赤崎村                                   | 赤崎村                                   | 赤崎村                               | 赤崎村                               | 赤崎村                               | 赤崎村                                  | 1935年 1月1日 赤崎町                    | 1935年 1月1日 赤崎町                    | 1941年 2月11日 味野町                   | 1941年 2月11日 味野町                    | 1948年 4月1日 児島市                     | 1948年 4月1日 児島市                     | 1948年 4月1日 児島市                     | 1948年 4月1日 児島市                     | 1948年 4月1日 児島市                     | 1948年 4月1日 児島市                     | 1948年 4月1日 児島市                     | 1948年 4月1日 児島市                     | 1948年 4月1日 児島市                     | 1948年 4月1日 児島市                     | 1948年 4月1日 児島市                     | 1956年4月1日 児島市                      | 1959年3月1日 児島市                      | 1967年 2月1日 倉敷市                     | 1967年 2月1日 倉敷市                     | 1967年 2月1日 倉敷市                     | 1967年 2月1日 倉敷市                     | 1967年 2月1日 倉敷市                      | 1967年 2月1日 倉敷市         |
| 味野村             | 味野村                                   | 味野村                                   | 味野村                                   | 味野村                                   | 味野村                                   | 味野村                                   | 味野村                                   | 味野村                                   | 1906年3月28日味野町                      | 1906年3月28日味野町                      | 1906年3月28日味野町                      | 1906年3月28日味野町                      | 1906年3月28日味野町                      | 1906年3月28日味野町                  | 1906年3月28日味野町                  | 1906年3月28日味野町                  | 1906年3月28日味野町                     | 1906年3月28日味野町                     | 1906年3月28日味野町                     | 1941年 2月11日 味野町                   | 1941年 2月11日 味野町                    | 1948年 4月1日 児島市                     | 1948年 4月1日 児島市                     | 1948年 4月1日 児島市                     | 1948年 4月1日 児島市                     | 1948年 4月1日 児島市                     | 1948年 4月1日 児島市                     | 1948年 4月1日 児島市                     | 1948年 4月1日 児島市                     | 1948年 4月1日 児島市                     | 1948年 4月1日 児島市                     | 1948年 4月1日 児島市                     | 1956年4月1日 児島市                      | 1959年3月1日 児島市                      | 1967年 2月1日 倉敷市                     | 1967年 2月1日 倉敷市                     | 1967年 2月1日 倉敷市                     | 1967年 2月1日 倉敷市                     | 1967年 2月1日 倉敷市                      | 1967年 2月1日 倉敷市         |
| 稗田村             | 小田村                                   | 小田村                                   | 小田村                                   | 小田村                                   | 小田村                                   | 小田村                                   | 小田村                                   | 小田村                                   | 小田村                                   | 小田村                                   | 小田村                                   | 小田村                                   | 小田村                                   | 小田村                               | 小田村                               | 小田村                               | 1928年11月1日 児島町                    | 1928年11月1日 児島町                    | 1928年11月1日 児島町                    | 1928年11月1日 児島町                    | 1928年11月1日 児島町                     | 1948年 4月1日 児島市                     | 1948年 4月1日 児島市                     | 1948年 4月1日 児島市                     | 1948年 4月1日 児島市                     | 1948年 4月1日 児島市                     | 1948年 4月1日 児島市                     | 1948年 4月1日 児島市                     | 1948年 4月1日 児島市                     | 1948年 4月1日 児島市                     | 1948年 4月1日 児島市                     | 1948年 4月1日 児島市                     | 1956年4月1日 児島市                      | 1959年3月1日 児島市                      | 1967年 2月1日 倉敷市                     | 1967年 2月1日 倉敷市                     | 1967年 2月1日 倉敷市                     | 1967年 2月1日 倉敷市                     | 1967年 2月1日 倉敷市                      | 1967年 2月1日 倉敷市         |
| 柳田村             | 小田村                                   | 小田村                                   | 小田村                                   | 小田村                                   | 小田村                                   | 小田村                                   | 小田村                                   | 小田村                                   | 小田村                                   | 小田村                                   | 小田村                                   | 小田村                                   | 小田村                                   | 小田村                               | 小田村                               | 小田村                               | 1928年11月1日 児島町                    | 1928年11月1日 児島町                    | 1928年11月1日 児島町                    | 1928年11月1日 児島町                    | 1928年11月1日 児島町                     | 1948年 4月1日 児島市                     | 1948年 4月1日 児島市                     | 1948年 4月1日 児島市                     | 1948年 4月1日 児島市                     | 1948年 4月1日 児島市                     | 1948年 4月1日 児島市                     | 1948年 4月1日 児島市                     | 1948年 4月1日 児島市                     | 1948年 4月1日 児島市                     | 1948年 4月1日 児島市                     | 1948年 4月1日 児島市                     | 1956年4月1日 児島市                      | 1959年3月1日 児島市                      | 1967年 2月1日 倉敷市                     | 1967年 2月1日 倉敷市                     | 1967年 2月1日 倉敷市                     | 1967年 2月1日 倉敷市                     | 1967年 2月1日 倉敷市                      | 1967年 2月1日 倉敷市         |
| 小川村             | 小田村                                   | 小田村                                   | 小田村                                   | 小田村                                   | 小田村                                   | 小田村                                   | 小田村                                   | 小田村                                   | 小田村                                   | 小田村                                   | 小田村                                   | 小田村                                   | 小田村                                   | 小田村                               | 小田村                               | 小田村                               | 1928年11月1日 児島町                    | 1928年11月1日 児島町                    | 1928年11月1日 児島町                    | 1928年11月1日 児島町                    | 1928年11月1日 児島町                     | 1948年 4月1日 児島市                     | 1948年 4月1日 児島市                     | 1948年 4月1日 児島市                     | 1948年 4月1日 児島市                     | 1948年 4月1日 児島市                     | 1948年 4月1日 児島市                     | 1948年 4月1日 児島市                     | 1948年 4月1日 児島市                     | 1948年 4月1日 児島市                     | 1948年 4月1日 児島市                     | 1948年 4月1日 児島市                     | 1956年4月1日 児島市                      | 1959年3月1日 児島市                      | 1967年 2月1日 倉敷市                     | 1967年 2月1日 倉敷市                     | 1967年 2月1日 倉敷市                     | 1967年 2月1日 倉敷市                     | 1967年 2月1日 倉敷市                      | 1967年 2月1日 倉敷市         |
| 下村               | 鴻村                                     | 鴻村                                     | 鴻村                                     | 鴻村                                     | 鴻村                                     | 鴻村                                     | 鴻村                                     | 鴻村                                     | 鴻村                                     | 鴻村                                     | 1907年 4月1日 琴浦村                     | 1907年 4月1日 琴浦村                     | 1907年 4月1日 琴浦村                     | 1915年11月1日 琴浦町                 | 1915年11月1日 琴浦町                 | 1915年11月1日 琴浦町                 | 1915年11月1日 琴浦町                    | 1915年11月1日 琴浦町                    | 1915年11月1日 琴浦町                    | 1915年11月1日 琴浦町                    | 1915年11月1日 琴浦町                     | 1915年11月1日 琴浦町                     | 1915年11月1日 琴浦町                     | 1915年11月1日 琴浦町                     | 1915年11月1日 琴浦町                     | 1915年11月1日 琴浦町                     | 1915年11月1日 琴浦町                     | 1915年11月1日 琴浦町                     | 1915年11月1日 琴浦町                     | 1954年 11月1日 荘内村白尾の一部を編入    | 1954年 11月1日 荘内村白尾の一部を編入    | 1954年 11月1日 荘内村白尾の一部を編入    | 1956年4月1日 児島市                      | 1959年3月1日 児島市                      | 1967年 2月1日 倉敷市                     | 1967年 2月1日 倉敷市                     | 1967年 2月1日 倉敷市                     | 1967年 2月1日 倉敷市                     | 1967年 2月1日 倉敷市                      | 1967年 2月1日 倉敷市         |
| 上村               | 鴻村                                     | 鴻村                                     | 鴻村                                     | 鴻村                                     | 鴻村                                     | 鴻村                                     | 鴻村                                     | 鴻村                                     | 鴻村                                     | 鴻村                                     | 1907年 4月1日 琴浦村                     | 1907年 4月1日 琴浦村                     | 1907年 4月1日 琴浦村                     | 1915年11月1日 琴浦町                 | 1915年11月1日 琴浦町                 | 1915年11月1日 琴浦町                 | 1915年11月1日 琴浦町                    | 1915年11月1日 琴浦町                    | 1915年11月1日 琴浦町                    | 1915年11月1日 琴浦町                    | 1915年11月1日 琴浦町                     | 1915年11月1日 琴浦町                     | 1915年11月1日 琴浦町                     | 1915年11月1日 琴浦町                     | 1915年11月1日 琴浦町                     | 1915年11月1日 琴浦町                     | 1915年11月1日 琴浦町                     | 1915年11月1日 琴浦町                     | 1915年11月1日 琴浦町                     | 1954年 11月1日 荘内村白尾の一部を編入    | 1954年 11月1日 荘内村白尾の一部を編入    | 1954年 11月1日 荘内村白尾の一部を編入    | 1956年4月1日 児島市                      | 1959年3月1日 児島市                      | 1967年 2月1日 倉敷市                     | 1967年 2月1日 倉敷市                     | 1967年 2月1日 倉敷市                     | 1967年 2月1日 倉敷市                     | 1967年 2月1日 倉敷市                      | 1967年 2月1日 倉敷市         |
| 田ノ口村           | 田ノ口村                                 | 田ノ口村                                 | 田ノ口村                                 | 田ノ口村                                 | 田ノ口村                                 | 田ノ口村                                 | 田ノ口村                                 | 田ノ口村                                 | 田ノ口村                                 | 1906年4月1日 田ノ口村                    | 1907年 4月1日 琴浦村                     | 1907年 4月1日 琴浦村                     | 1907年 4月1日 琴浦村                     | 1915年11月1日 琴浦町                 | 1915年11月1日 琴浦町                 | 1915年11月1日 琴浦町                 | 1915年11月1日 琴浦町                    | 1915年11月1日 琴浦町                    | 1915年11月1日 琴浦町                    | 1915年11月1日 琴浦町                    | 1915年11月1日 琴浦町                     | 1915年11月1日 琴浦町                     | 1915年11月1日 琴浦町                     | 1915年11月1日 琴浦町                     | 1915年11月1日 琴浦町                     | 1915年11月1日 琴浦町                     | 1915年11月1日 琴浦町                     | 1915年11月1日 琴浦町                     | 1915年11月1日 琴浦町                     | 1954年 11月1日 荘内村白尾の一部を編入    | 1954年 11月1日 荘内村白尾の一部を編入    | 1954年 11月1日 荘内村白尾の一部を編入    | 1956年4月1日 児島市                      | 1959年3月1日 児島市                      | 1967年 2月1日 倉敷市                     | 1967年 2月1日 倉敷市                     | 1967年 2月1日 倉敷市                     | 1967年 2月1日 倉敷市                     | 1967年 2月1日 倉敷市                      | 1967年 2月1日 倉敷市         |
| 引網村             | 田ノ口村                                 | 田ノ口村                                 | 田ノ口村                                 | 田ノ口村                                 | 田ノ口村                                 | 田ノ口村                                 | 田ノ口村                                 | 田ノ口村                                 | 田ノ口村                                 | 1906年4月1日 田ノ口村                    | 1907年 4月1日 琴浦村                     | 1907年 4月1日 琴浦村                     | 1907年 4月1日 琴浦村                     | 1915年11月1日 琴浦町                 | 1915年11月1日 琴浦町                 | 1915年11月1日 琴浦町                 | 1915年11月1日 琴浦町                    | 1915年11月1日 琴浦町                    | 1915年11月1日 琴浦町                    | 1915年11月1日 琴浦町                    | 1915年11月1日 琴浦町                     | 1915年11月1日 琴浦町                     | 1915年11月1日 琴浦町                     | 1915年11月1日 琴浦町                     | 1915年11月1日 琴浦町                     | 1915年11月1日 琴浦町                     | 1915年11月1日 琴浦町                     | 1915年11月1日 琴浦町                     | 1915年11月1日 琴浦町                     | 1954年 11月1日 荘内村白尾の一部を編入    | 1954年 11月1日 荘内村白尾の一部を編入    | 1954年 11月1日 荘内村白尾の一部を編入    | 1956年4月1日 児島市                      | 1959年3月1日 児島市                      | 1967年 2月1日 倉敷市                     | 1967年 2月1日 倉敷市                     | 1967年 2月1日 倉敷市                     | 1967年 2月1日 倉敷市                     | 1967年 2月1日 倉敷市                      | 1967年 2月1日 倉敷市         |
| 山村               | 木見村                                   | 木見村                                   | 木見村                                   | 木見村                                   | 木見村                                   | 木見村                                   | 木見村                                   | 木見村                                   | 木見村                                   | 1906年4月1日 田ノ口村                    | 1907年 4月1日 琴浦村                     | 1907年 4月1日 琴浦村                     | 1907年 4月1日 琴浦村                     | 1915年11月1日 琴浦町                 | 1915年11月1日 琴浦町                 | 1915年11月1日 琴浦町                 | 1915年11月1日 琴浦町                    | 1915年11月1日 琴浦町                    | 1915年11月1日 琴浦町                    | 1915年11月1日 琴浦町                    | 1915年11月1日 琴浦町                     | 1915年11月1日 琴浦町                     | 1915年11月1日 琴浦町                     | 1915年11月1日 琴浦町                     | 1915年11月1日 琴浦町                     | 1915年11月1日 琴浦町                     | 1915年11月1日 琴浦町                     | 1915年11月1日 琴浦町                     | 1915年11月1日 琴浦町                     | 1954年 11月1日 荘内村白尾の一部を編入    | 1954年 11月1日 荘内村白尾の一部を編入    | 1954年 11月1日 荘内村白尾の一部を編入    | 1956年4月1日 児島市                      | 1959年3月1日 児島市                      | 1967年 2月1日 倉敷市                     | 1967年 2月1日 倉敷市                     | 1967年 2月1日 倉敷市                     | 1967年 2月1日 倉敷市                     | 1967年 2月1日 倉敷市                      | 1967年 2月1日 倉敷市         |
| 尾原村             | 木見村                                   | 木見村                                   | 木見村                                   | 木見村                                   | 木見村                                   | 木見村                                   | 木見村                                   | 木見村                                   | 木見村                                   | 1906年4月1日 郷内村                      | 1906年4月1日 郷内村                      | 1906年4月1日 郷内村                      | 1906年4月1日 郷内村                      | 1906年4月1日 郷内村                  | 1906年4月1日 郷内村                  | 1906年4月1日 郷内村                  | 1906年4月1日 郷内村                     | 1906年4月1日 郷内村                     | 1906年4月1日 郷内村                     | 1906年4月1日 郷内村                     | 1906年4月1日 郷内村                      | 1906年4月1日 郷内村                      | 1906年4月1日 郷内村                      | 1906年4月1日 郷内村                      | 1906年4月1日 郷内村                      | 1906年4月1日 郷内村                      | 1906年4月1日 郷内村                      | 1906年4月1日 郷内村                      | 1906年4月1日 郷内村                      | 1906年4月1日 郷内村                      | 1906年4月1日 郷内村                      | 1906年4月1日 郷内村                      | 1906年4月1日 郷内村                      | 1959年3月1日 児島市                      | 1967年 2月1日 倉敷市                     | 1967年 2月1日 倉敷市                     | 1967年 2月1日 倉敷市                     | 1967年 2月1日 倉敷市                     | 1967年 2月1日 倉敷市                      | 1967年 2月1日 倉敷市         |
| 木見村             | 木見村                                   | 木見村                                   | 木見村                                   | 木見村                                   | 木見村                                   | 木見村                                   | 木見村                                   | 木見村                                   | 木見村                                   | 1906年4月1日 郷内村                      | 1906年4月1日 郷内村                      | 1906年4月1日 郷内村                      | 1906年4月1日 郷内村                      | 1906年4月1日 郷内村                  | 1906年4月1日 郷内村                  | 1906年4月1日 郷内村                  | 1906年4月1日 郷内村                     | 1906年4月1日 郷内村                     | 1906年4月1日 郷内村                     | 1906年4月1日 郷内村                     | 1906年4月1日 郷内村                      | 1906年4月1日 郷内村                      | 1906年4月1日 郷内村                      | 1906年4月1日 郷内村                      | 1906年4月1日 郷内村                      | 1906年4月1日 郷内村                      | 1906年4月1日 郷内村                      | 1906年4月1日 郷内村                      | 1906年4月1日 郷内村                      | 1906年4月1日 郷内村                      | 1906年4月1日 郷内村                      | 1906年4月1日 郷内村                      | 1906年4月1日 郷内村                      | 1959年3月1日 児島市                      | 1967年 2月1日 倉敷市                     | 1967年 2月1日 倉敷市                     | 1967年 2月1日 倉敷市                     | 1967年 2月1日 倉敷市                     | 1967年 2月1日 倉敷市                      | 1967年 2月1日 倉敷市         |
| 林村               | 福岡村                                   | 福岡村                                   | 福岡村                                   | 福岡村                                   | 福岡村                                   | 福岡村                                   | 福岡村                                   | 福岡村                                   | 福岡村                                   | 1906年4月1日 郷内村                      | 1906年4月1日 郷内村                      | 1906年4月1日 郷内村                      | 1906年4月1日 郷内村                      | 1906年4月1日 郷内村                  | 1906年4月1日 郷内村                  | 1906年4月1日 郷内村                  | 1906年4月1日 郷内村                     | 1906年4月1日 郷内村                     | 1906年4月1日 郷内村                     | 1906年4月1日 郷内村                     | 1906年4月1日 郷内村                      | 1906年4月1日 郷内村                      | 1906年4月1日 郷内村                      | 1906年4月1日 郷内村                      | 1906年4月1日 郷内村                      | 1906年4月1日 郷内村                      | 1906年4月1日 郷内村                      | 1906年4月1日 郷内村                      | 1906年4月1日 郷内村                      | 1906年4月1日 郷内村                      | 1906年4月1日 郷内村                      | 1906年4月1日 郷内村                      | 1906年4月1日 郷内村                      | 1959年3月1日 児島市                      | 1967年 2月1日 倉敷市                     | 1967年 2月1日 倉敷市                     | 1967年 2月1日 倉敷市                     | 1967年 2月1日 倉敷市                     | 1967年 2月1日 倉敷市                      | 1967年 2月1日 倉敷市         |
| 福江村             | 福岡村                                   | 福岡村                                   | 福岡村                                   | 福岡村                                   | 福岡村                                   | 福岡村                                   | 福岡村                                   | 福岡村                                   | 福岡村                                   | 1906年4月1日 郷内村                      | 1906年4月1日 郷内村                      | 1906年4月1日 郷内村                      | 1906年4月1日 郷内村                      | 1906年4月1日 郷内村                  | 1906年4月1日 郷内村                  | 1906年4月1日 郷内村                  | 1906年4月1日 郷内村                     | 1906年4月1日 郷内村                     | 1906年4月1日 郷内村                     | 1906年4月1日 郷内村                     | 1906年4月1日 郷内村                      | 1906年4月1日 郷内村                      | 1906年4月1日 郷内村                      | 1906年4月1日 郷内村                      | 1906年4月1日 郷内村                      | 1906年4月1日 郷内村                      | 1906年4月1日 郷内村                      | 1906年4月1日 郷内村                      | 1906年4月1日 郷内村                      | 1906年4月1日 郷内村                      | 1906年4月1日 郷内村                      | 1906年4月1日 郷内村                      | 1906年4月1日 郷内村                      | 1959年3月1日 児島市                      | 1967年 2月1日 倉敷市                     | 1967年 2月1日 倉敷市                     | 1967年 2月1日 倉敷市                     | 1967年 2月1日 倉敷市                     | 1967年 2月1日 倉敷市                      | 1967年 2月1日 倉敷市         |
| 曽原村             | 福岡村                                   | 福岡村                                   | 福岡村                                   | 福岡村                                   | 福岡村                                   | 福岡村                                   | 福岡村                                   | 福岡村                                   | 福岡村                                   | 1906年4月1日 郷内村                      | 1906年4月1日 郷内村                      | 1906年4月1日 郷内村                      | 1906年4月1日 郷内村                      | 1906年4月1日 郷内村                  | 1906年4月1日 郷内村                  | 1906年4月1日 郷内村                  | 1906年4月1日 郷内村                     | 1906年4月1日 郷内村                     | 1906年4月1日 郷内村                     | 1906年4月1日 郷内村                     | 1906年4月1日 郷内村                      | 1906年4月1日 郷内村                      | 1906年4月1日 郷内村                      | 1906年4月1日 郷内村                      | 1906年4月1日 郷内村                      | 1906年4月1日 郷内村                      | 1906年4月1日 郷内村                      | 1906年4月1日 郷内村                      | 1906年4月1日 郷内村                      | 1906年4月1日 郷内村                      | 1906年4月1日 郷内村                      | 1906年4月1日 郷内村                      | 1906年4月1日 郷内村                      | 1959年3月1日 児島市                      | 1967年 2月1日 倉敷市                     | 1967年 2月1日 倉敷市                     | 1967年 2月1日 倉敷市                     | 1967年 2月1日 倉敷市                     | 1967年 2月1日 倉敷市                      | 1967年 2月1日 倉敷市         |
| 串田村             | 福岡村                                   | 福岡村                                   | 福岡村                                   | 福岡村                                   | 福岡村                                   | 福岡村                                   | 福岡村                                   | 福岡村                                   | 福岡村                                   | 1906年4月1日 郷内村                      | 1906年4月1日 郷内村                      | 1906年4月1日 郷内村                      | 1906年4月1日 郷内村                      | 1906年4月1日 郷内村                  | 1906年4月1日 郷内村                  | 1906年4月1日 郷内村                  | 1906年4月1日 郷内村                     | 1906年4月1日 郷内村                     | 1906年4月1日 郷内村                     | 1906年4月1日 郷内村                     | 1906年4月1日 郷内村                      | 1906年4月1日 郷内村                      | 1906年4月1日 郷内村                      | 1906年4月1日 郷内村                      | 1906年4月1日 郷内村                      | 1906年4月1日 郷内村                      | 1906年4月1日 郷内村                      | 1906年4月1日 郷内村                      | 1906年4月1日 郷内村                      | 1906年4月1日 郷内村                      | 1906年4月1日 郷内村                      | 1906年4月1日 郷内村                      | 1906年4月1日 郷内村                      | 1959年3月1日 児島市                      | 1967年 2月1日 倉敷市                     | 1967年 2月1日 倉敷市                     | 1967年 2月1日 倉敷市                     | 1967年 2月1日 倉敷市                     | 1967年 2月1日 倉敷市                      | 1967年 2月1日 倉敷市         |
| 植松村             | 彦崎村                                   | 彦崎村                                   | 彦崎村                                   | 彦崎村                                   | 彦崎村                                   | 彦崎村                                   | 彦崎村                                   | 彦崎村                                   | 彦崎村                                   | 1906年4月1日 郷内村                      | 1906年4月1日 郷内村                      | 1906年4月1日 郷内村                      | 1906年4月1日 郷内村                      | 1906年4月1日 郷内村                  | 1906年4月1日 郷内村                  | 1906年4月1日 郷内村                  | 1906年4月1日 郷内村                     | 1906年4月1日 郷内村                     | 1906年4月1日 郷内村                     | 1906年4月1日 郷内村                     | 1906年4月1日 郷内村                      | 1906年4月1日 郷内村                      | 1906年4月1日 郷内村                      | 1906年4月1日 郷内村                      | 1906年4月1日 郷内村                      | 1906年4月1日 郷内村                      | 1906年4月1日 郷内村                      | 1906年4月1日 郷内村                      | 1906年4月1日 郷内村                      | 1906年4月1日 郷内村                      | 1906年4月1日 郷内村                      | 1906年4月1日 郷内村                      | 1906年4月1日 郷内村                      | 1959年3月1日 灘崎町                      | 1959年3月1日 灘崎町                      | 1959年3月1日 灘崎町                      | 1959年3月1日 灘崎町                      | 1959年3月1日 灘崎町                      | 2005年 3月22日 岡山市                     | 2009年 4月1日 岡山市南区     |
| 彦崎村             | 彦崎村                                   | 彦崎村                                   | 彦崎村                                   | 彦崎村                                   | 彦崎村                                   | 彦崎村                                   | 彦崎村                                   | 彦崎村                                   | 彦崎村                                   | 1906年4月1日 灘崎村                      | 1906年4月1日 灘崎村                      | 1906年4月1日 灘崎村                      | 1906年4月1日 灘崎村                      | 1906年4月1日 灘崎村                  | 1906年4月1日 灘崎村                  | 1906年4月1日 灘崎村                  | 1906年4月1日 灘崎村                     | 1906年4月1日 灘崎村                     | 1906年4月1日 灘崎村                     | 1906年4月1日 灘崎村                     | 1906年4月1日 灘崎村                      | 1906年4月1日 灘崎村                      | 1949年4月1日 灘崎町                      | 1949年4月1日 灘崎町                      | 1949年4月1日 灘崎町                      | 1949年4月1日 灘崎町                      | 1949年4月1日 灘崎町                      | 1949年4月1日 灘崎町                      | 1949年4月1日 灘崎町                      | 1949年4月1日 灘崎町                      | 1949年4月1日 灘崎町                      | 1949年4月1日 灘崎町                      | 1949年4月1日 灘崎町                      | 1959年3月1日 灘崎町                      | 1959年3月1日 灘崎町                      | 1959年3月1日 灘崎町                      | 1959年3月1日 灘崎町                      | 1959年3月1日 灘崎町                      | 2005年 3月22日 岡山市                     | 2009年 4月1日 岡山市南区     |
| 川張村             | 彦崎村                                   | 彦崎村                                   | 彦崎村                                   | 彦崎村                                   | 彦崎村                                   | 彦崎村                                   | 彦崎村                                   | 彦崎村                                   | 彦崎村                                   | 1906年4月1日 灘崎村                      | 1906年4月1日 灘崎村                      | 1906年4月1日 灘崎村                      | 1906年4月1日 灘崎村                      | 1906年4月1日 灘崎村                  | 1906年4月1日 灘崎村                  | 1906年4月1日 灘崎村                  | 1906年4月1日 灘崎村                     | 1906年4月1日 灘崎村                     | 1906年4月1日 灘崎村                     | 1906年4月1日 灘崎村                     | 1906年4月1日 灘崎村                      | 1906年4月1日 灘崎村                      | 1949年4月1日 灘崎町                      | 1949年4月1日 灘崎町                      | 1949年4月1日 灘崎町                      | 1949年4月1日 灘崎町                      | 1949年4月1日 灘崎町                      | 1949年4月1日 灘崎町                      | 1949年4月1日 灘崎町                      | 1949年4月1日 灘崎町                      | 1949年4月1日 灘崎町                      | 1949年4月1日 灘崎町                      | 1949年4月1日 灘崎町                      | 1959年3月1日 灘崎町                      | 1959年3月1日 灘崎町                      | 1959年3月1日 灘崎町                      | 1959年3月1日 灘崎町                      | 1959年3月1日 灘崎町                      | 2005年 3月22日 岡山市                     | 2009年 4月1日 岡山市南区     |
| 片岡村             | 灘村                                     | 灘村                                     | 灘村                                     | 灘村                                     | 灘村                                     | 灘村                                     | 灘村                                     | 灘村                                     | 灘村                                     | 1906年4月1日 灘崎村                      | 1906年4月1日 灘崎村                      | 1906年4月1日 灘崎村                      | 1906年4月1日 灘崎村                      | 1906年4月1日 灘崎村                  | 1906年4月1日 灘崎村                  | 1906年4月1日 灘崎村                  | 1906年4月1日 灘崎村                     | 1906年4月1日 灘崎村                     | 1906年4月1日 灘崎村                     | 1906年4月1日 灘崎村                     | 1906年4月1日 灘崎村                      | 1906年4月1日 灘崎村                      | 1949年4月1日 灘崎町                      | 1949年4月1日 灘崎町                      | 1949年4月1日 灘崎町                      | 1949年4月1日 灘崎町                      | 1949年4月1日 灘崎町                      | 1949年4月1日 灘崎町                      | 1949年4月1日 灘崎町                      | 1949年4月1日 灘崎町                      | 1949年4月1日 灘崎町                      | 1949年4月1日 灘崎町                      | 1949年4月1日 灘崎町                      | 1959年3月1日 灘崎町                      | 1959年3月1日 灘崎町                      | 1959年3月1日 灘崎町                      | 1959年3月1日 灘崎町                      | 1959年3月1日 灘崎町                      | 2005年 3月22日 岡山市                     | 2009年 4月1日 岡山市南区     |
| 宗津村             | 灘村                                     | 灘村                                     | 灘村                                     | 灘村                                     | 灘村                                     | 灘村                                     | 灘村                                     | 灘村                                     | 灘村                                     | 1906年4月1日 灘崎村                      | 1906年4月1日 灘崎村                      | 1906年4月1日 灘崎村                      | 1906年4月1日 灘崎村                      | 1906年4月1日 灘崎村                  | 1906年4月1日 灘崎村                  | 1906年4月1日 灘崎村                  | 1906年4月1日 灘崎村                     | 1906年4月1日 灘崎村                     | 1906年4月1日 灘崎村                     | 1906年4月1日 灘崎村                     | 1906年4月1日 灘崎村                      | 1906年4月1日 灘崎村                      | 1949年4月1日 灘崎町                      | 1949年4月1日 灘崎町                      | 1949年4月1日 灘崎町                      | 1949年4月1日 灘崎町                      | 1949年4月1日 灘崎町                      | 1949年4月1日 灘崎町                      | 1949年4月1日 灘崎町                      | 1949年4月1日 灘崎町                      | 1949年4月1日 灘崎町                      | 1949年4月1日 灘崎町                      | 1949年4月1日 灘崎町                      | 1959年3月1日 灘崎町                      | 1959年3月1日 灘崎町                      | 1959年3月1日 灘崎町                      | 1959年3月1日 灘崎町                      | 1959年3月1日 灘崎町                      | 2005年 3月22日 岡山市                     | 2009年 4月1日 岡山市南区     |
| 迫川村             | 灘村                                     | 灘村                                     | 灘村                                     | 灘村                                     | 灘村                                     | 灘村                                     | 灘村                                     | 灘村                                     | 灘村                                     | 1906年4月1日 灘崎村                      | 1906年4月1日 灘崎村                      | 1906年4月1日 灘崎村                      | 1906年4月1日 灘崎村                      | 1906年4月1日 灘崎村                  | 1906年4月1日 灘崎村                  | 1906年4月1日 灘崎村                  | 1906年4月1日 灘崎村                     | 1906年4月1日 灘崎村                     | 1906年4月1日 灘崎村                     | 1906年4月1日 灘崎村                     | 1906年4月1日 灘崎村                      | 1906年4月1日 灘崎村                      | 1949年4月1日 灘崎町                      | 1949年4月1日 灘崎町                      | 1949年4月1日 灘崎町                      | 1949年4月1日 灘崎町                      | 1949年4月1日 灘崎町                      | 1949年4月1日 灘崎町                      | 1949年4月1日 灘崎町                      | 1949年4月1日 灘崎町                      | 1949年4月1日 灘崎町                      | 1949年4月1日 灘崎町                      | 1949年4月1日 灘崎町                      | 1959年3月1日 灘崎町                      | 1959年3月1日 灘崎町                      | 1959年3月1日 灘崎町                      | 1959年3月1日 灘崎町                      | 1959年3月1日 灘崎町                      | 2005年 3月22日 岡山市                     | 2009年 4月1日 岡山市南区     |
| 奥迫川村           | 灘村                                     | 灘村                                     | 灘村                                     | 灘村                                     | 灘村                                     | 灘村                                     | 灘村                                     | 灘村                                     | 灘村                                     | 1906年4月1日 灘崎村                      | 1906年4月1日 灘崎村                      | 1906年4月1日 灘崎村                      | 1906年4月1日 灘崎村                      | 1906年4月1日 灘崎村                  | 1906年4月1日 灘崎村                  | 1906年4月1日 灘崎村                  | 1906年4月1日 灘崎村                     | 1906年4月1日 灘崎村                     | 1906年4月1日 灘崎村                     | 1906年4月1日 灘崎村                     | 1906年4月1日 灘崎村                      | 1906年4月1日 灘崎村                      | 1949年4月1日 灘崎町                      | 1949年4月1日 灘崎町                      | 1949年4月1日 灘崎町                      | 1949年4月1日 灘崎町                      | 1949年4月1日 灘崎町                      | 1949年4月1日 灘崎町                      | 1949年4月1日 灘崎町                      | 1949年4月1日 灘崎町                      | 1949年4月1日 灘崎町                      | 1949年4月1日 灘崎町                      | 1949年4月1日 灘崎町                      | 1959年3月1日 灘崎町                      | 1959年3月1日 灘崎町                      | 1959年3月1日 灘崎町                      | 1959年3月1日 灘崎町                      | 1959年3月1日 灘崎町                      | 2005年 3月22日 岡山市                     | 2009年 4月1日 岡山市南区     |
| 児島湾干拓地第二区 | 存在せず                                 | 存在せず                                 | 存在せず                                 | 存在せず                                 | 存在せず                                 | 存在せず                                 | 存在せず                                 | 存在せず                                 | 存在せず                                 | 存在せず                                 | 存在せず                                 | 存在せず                                 | 1912年4月1日藤田村（干拓により誕生）     | 1912年4月1日藤田村（干拓により誕生） | 1912年4月1日藤田村（干拓により誕生） | 1912年4月1日藤田村（干拓により誕生） | 1912年4月1日藤田村（干拓により誕生）    | 1912年4月1日藤田村（干拓により誕生）    | 1912年4月1日藤田村（干拓により誕生）    | 1912年4月1日藤田村（干拓により誕生）    | 1912年4月1日藤田村（干拓により誕生）     | 1912年4月1日藤田村（干拓により誕生）     | 1912年4月1日藤田村（干拓により誕生）     | 1912年4月1日藤田村（干拓により誕生）     | 1912年4月1日藤田村（干拓により誕生）     | 1912年4月1日藤田村（干拓により誕生）     | 1912年4月1日藤田村（干拓により誕生）     | 1912年4月1日藤田村（干拓により誕生）     | 1912年4月1日藤田村（干拓により誕生）     | 1912年4月1日藤田村（干拓により誕生）     | 1912年4月1日藤田村（干拓により誕生）     | 1912年4月1日藤田村（干拓により誕生）     | 1912年4月1日藤田村（干拓により誕生）     | 1912年4月1日藤田村（干拓により誕生）     | 1912年4月1日藤田村（干拓により誕生）     | 1912年4月1日藤田村（干拓により誕生）     | 1912年4月1日藤田村（干拓により誕生）     | 1975年 5月1日 岡山市                     | 2005年 3月22日 岡山市                     | 2009年 4月1日 岡山市南区     |
| 内尾村             | 東興除村                                 | 東興除村                                 | 東興除村                                 | 東興除村                                 | 東興除村                                 | 東興除村                                 | 東興除村                                 | 1905年4月1日 興除村                      | 1905年4月1日 興除村                      | 1905年4月1日 興除村                      | 1905年4月1日 興除村                      | 1905年4月1日 興除村                      | 1905年4月1日 興除村                      | 1905年4月1日 興除村                  | 1905年4月1日 興除村                  | 1905年4月1日 興除村                  | 1905年4月1日 興除村                     | 1905年4月1日 興除村                     | 1905年4月1日 興除村                     | 1905年4月1日 興除村                     | 1905年4月1日 興除村                      | 1905年4月1日 興除村                      | 1905年4月1日 興除村                      | 1905年4月1日 興除村                      | 1905年4月1日 興除村                      | 1905年4月1日 興除村                      | 1905年4月1日 興除村                      | 1905年4月1日 興除村                      | 1905年4月1日 興除村                      | 1905年4月1日 興除村                      | 1905年4月1日 興除村                      | 1905年4月1日 興除村                      | 1905年4月1日 興除村                      | 1905年4月1日 興除村                      | 1905年4月1日 興除村                      | 1971年5月1日 岡山市                      | 1971年5月1日 岡山市                      | 1975年 5月1日 岡山市                     | 2005年 3月22日 岡山市                     | 2009年 4月1日 岡山市南区     |
| 中疇村             | 東興除村                                 | 東興除村                                 | 東興除村                                 | 東興除村                                 | 東興除村                                 | 東興除村                                 | 東興除村                                 | 1905年4月1日 興除村                      | 1905年4月1日 興除村                      | 1905年4月1日 興除村                      | 1905年4月1日 興除村                      | 1905年4月1日 興除村                      | 1905年4月1日 興除村                      | 1905年4月1日 興除村                  | 1905年4月1日 興除村                  | 1905年4月1日 興除村                  | 1905年4月1日 興除村                     | 1905年4月1日 興除村                     | 1905年4月1日 興除村                     | 1905年4月1日 興除村                     | 1905年4月1日 興除村                      | 1905年4月1日 興除村                      | 1905年4月1日 興除村                      | 1905年4月1日 興除村                      | 1905年4月1日 興除村                      | 1905年4月1日 興除村                      | 1905年4月1日 興除村                      | 1905年4月1日 興除村                      | 1905年4月1日 興除村                      | 1905年4月1日 興除村                      | 1905年4月1日 興除村                      | 1905年4月1日 興除村                      | 1905年4月1日 興除村                      | 1905年4月1日 興除村                      | 1905年4月1日 興除村                      | 1971年5月1日 岡山市                      | 1971年5月1日 岡山市                      | 1975年 5月1日 岡山市                     | 2005年 3月22日 岡山市                     | 2009年 4月1日 岡山市南区     |
| 東疇村             | 東興除村                                 | 東興除村                                 | 東興除村                                 | 東興除村                                 | 東興除村                                 | 東興除村                                 | 東興除村                                 | 1905年4月1日 興除村                      | 1905年4月1日 興除村                      | 1905年4月1日 興除村                      | 1905年4月1日 興除村                      | 1905年4月1日 興除村                      | 1905年4月1日 興除村                      | 1905年4月1日 興除村                  | 1905年4月1日 興除村                  | 1905年4月1日 興除村                  | 1905年4月1日 興除村                     | 1905年4月1日 興除村                     | 1905年4月1日 興除村                     | 1905年4月1日 興除村                     | 1905年4月1日 興除村                      | 1905年4月1日 興除村                      | 1905年4月1日 興除村                      | 1905年4月1日 興除村                      | 1905年4月1日 興除村                      | 1905年4月1日 興除村                      | 1905年4月1日 興除村                      | 1905年4月1日 興除村                      | 1905年4月1日 興除村                      | 1905年4月1日 興除村                      | 1905年4月1日 興除村                      | 1905年4月1日 興除村                      | 1905年4月1日 興除村                      | 1905年4月1日 興除村                      | 1905年4月1日 興除村                      | 1971年5月1日 岡山市                      | 1971年5月1日 岡山市                      | 1975年 5月1日 岡山市                     | 2005年 3月22日 岡山市                     | 2009年 4月1日 岡山市南区     |
| 曽根村             | 西興除村                                 | 西興除村                                 | 西興除村                                 | 西興除村                                 | 西興除村                                 | 西興除村                                 | 西興除村                                 | 1905年4月1日 興除村                      | 1905年4月1日 興除村                      | 1905年4月1日 興除村                      | 1905年4月1日 興除村                      | 1905年4月1日 興除村                      | 1905年4月1日 興除村                      | 1905年4月1日 興除村                  | 1905年4月1日 興除村                  | 1905年4月1日 興除村                  | 1905年4月1日 興除村                     | 1905年4月1日 興除村                     | 1905年4月1日 興除村                     | 1905年4月1日 興除村                     | 1905年4月1日 興除村                      | 1905年4月1日 興除村                      | 1905年4月1日 興除村                      | 1905年4月1日 興除村                      | 1905年4月1日 興除村                      | 1905年4月1日 興除村                      | 1905年4月1日 興除村                      | 1905年4月1日 興除村                      | 1905年4月1日 興除村                      | 1905年4月1日 興除村                      | 1905年4月1日 興除村                      | 1905年4月1日 興除村                      | 1905年4月1日 興除村                      | 1905年4月1日 興除村                      | 1905年4月1日 興除村                      | 1971年5月1日 岡山市                      | 1971年5月1日 岡山市                      | 1975年 5月1日 岡山市                     | 2005年 3月22日 岡山市                     | 2009年 4月1日 岡山市南区     |
| 西疇村             | 西興除村                                 | 西興除村                                 | 西興除村                                 | 西興除村                                 | 西興除村                                 | 西興除村                                 | 西興除村                                 | 1905年4月1日 興除村                      | 1905年4月1日 興除村                      | 1905年4月1日 興除村                      | 1905年4月1日 興除村                      | 1905年4月1日 興除村                      | 1905年4月1日 興除村                      | 1905年4月1日 興除村                  | 1905年4月1日 興除村                  | 1905年4月1日 興除村                  | 1905年4月1日 興除村                     | 1905年4月1日 興除村                     | 1905年4月1日 興除村                     | 1905年4月1日 興除村                     | 1905年4月1日 興除村                      | 1905年4月1日 興除村                      | 1905年4月1日 興除村                      | 1905年4月1日 興除村                      | 1905年4月1日 興除村                      | 1905年4月1日 興除村                      | 1905年4月1日 興除村                      | 1905年4月1日 興除村                      | 1905年4月1日 興除村                      | 1905年4月1日 興除村                      | 1905年4月1日 興除村                      | 1905年4月1日 興除村                      | 1905年4月1日 興除村                      | 1905年4月1日 興除村                      | 1905年4月1日 興除村                      | 1971年5月1日 岡山市                      | 1971年5月1日 岡山市                      | 1975年 5月1日 岡山市                     | 2005年 3月22日 岡山市                     | 2009年 4月1日 岡山市南区     |
| 郡村               | 甲浦村                                   | 甲浦村                                   | 甲浦村                                   | 甲浦村                                   | 甲浦村                                   | 甲浦村                                   | 甲浦村                                   | 甲浦村                                   | 甲浦村                                   | 甲浦村                                   | 甲浦村                                   | 甲浦村                                   | 甲浦村                                   | 甲浦村                               | 甲浦村                               | 甲浦村                               | 甲浦村                                  | 甲浦村                                  | 甲浦村                                  | 甲浦村                                  | 甲浦村                                   | 甲浦村                                   | 甲浦村                                   | 甲浦村                                   | 1952年 4月1日 岡山市                     | 1952年 4月1日 岡山市                     | 1952年 4月1日 岡山市                     | 1952年 4月1日 岡山市                     | 1954年4月1日 岡山市                      | 1954年4月1日 岡山市                      | 1954年4月1日 岡山市                      | 1954年4月1日 岡山市                      | 1954年4月1日 岡山市                      | 1954年4月1日 岡山市                      | 1954年4月1日 岡山市                      | 1971年5月1日 岡山市                      | 1971年5月1日 岡山市                      | 1975年 5月1日 岡山市                     | 2005年 3月22日 岡山市                     | 2009年 4月1日 岡山市南区     |
| 北浦村             | 甲浦村                                   | 甲浦村                                   | 甲浦村                                   | 甲浦村                                   | 甲浦村                                   | 甲浦村                                   | 甲浦村                                   | 甲浦村                                   | 甲浦村                                   | 甲浦村                                   | 甲浦村                                   | 甲浦村                                   | 甲浦村                                   | 甲浦村                               | 甲浦村                               | 甲浦村                               | 甲浦村                                  | 甲浦村                                  | 甲浦村                                  | 甲浦村                                  | 甲浦村                                   | 甲浦村                                   | 甲浦村                                   | 甲浦村                                   | 1952年 4月1日 岡山市                     | 1952年 4月1日 岡山市                     | 1952年 4月1日 岡山市                     | 1952年 4月1日 岡山市                     | 1954年4月1日 岡山市                      | 1954年4月1日 岡山市                      | 1954年4月1日 岡山市                      | 1954年4月1日 岡山市                      | 1954年4月1日 岡山市                      | 1954年4月1日 岡山市                      | 1954年4月1日 岡山市                      | 1971年5月1日 岡山市                      | 1971年5月1日 岡山市                      | 1975年 5月1日 岡山市                     | 2005年 3月22日 岡山市                     | 2009年 4月1日 岡山市南区     |
| 宮浦村             | 甲浦村                                   | 甲浦村                                   | 甲浦村                                   | 甲浦村                                   | 甲浦村                                   | 甲浦村                                   | 甲浦村                                   | 甲浦村                                   | 甲浦村                                   | 甲浦村                                   | 甲浦村                                   | 甲浦村                                   | 甲浦村                                   | 甲浦村                               | 甲浦村                               | 甲浦村                               | 甲浦村                                  | 甲浦村                                  | 甲浦村                                  | 甲浦村                                  | 甲浦村                                   | 甲浦村                                   | 甲浦村                                   | 甲浦村                                   | 1952年 4月1日 岡山市                     | 1952年 4月1日 岡山市                     | 1952年 4月1日 岡山市                     | 1952年 4月1日 岡山市                     | 1954年4月1日 岡山市                      | 1954年4月1日 岡山市                      | 1954年4月1日 岡山市                      | 1954年4月1日 岡山市                      | 1954年4月1日 岡山市                      | 1954年4月1日 岡山市                      | 1954年4月1日 岡山市                      | 1971年5月1日 岡山市                      | 1971年5月1日 岡山市                      | 1975年 5月1日 岡山市                     | 2005年 3月22日 岡山市                     | 2009年 4月1日 岡山市南区     |
| 飽浦村             | 甲浦村                                   | 甲浦村                                   | 甲浦村                                   | 甲浦村                                   | 甲浦村                                   | 甲浦村                                   | 甲浦村                                   | 甲浦村                                   | 甲浦村                                   | 甲浦村                                   | 甲浦村                                   | 甲浦村                                   | 甲浦村                                   | 甲浦村                               | 甲浦村                               | 甲浦村                               | 甲浦村                                  | 甲浦村                                  | 甲浦村                                  | 甲浦村                                  | 甲浦村                                   | 甲浦村                                   | 甲浦村                                   | 甲浦村                                   | 1952年 4月1日 岡山市                     | 1952年 4月1日 岡山市                     | 1952年 4月1日 岡山市                     | 1952年 4月1日 岡山市                     | 1954年4月1日 岡山市                      | 1954年4月1日 岡山市                      | 1954年4月1日 岡山市                      | 1954年4月1日 岡山市                      | 1954年4月1日 岡山市                      | 1954年4月1日 岡山市                      | 1954年4月1日 岡山市                      | 1971年5月1日 岡山市                      | 1971年5月1日 岡山市                      | 1975年 5月1日 岡山市                     | 2005年 3月22日 岡山市                     | 2009年 4月1日 岡山市南区     |
| 小串村             | 大門村                                   | 大門村                                   | 1898年1月1日 小串村                      | 1898年1月1日 小串村                      | 1898年1月1日 小串村                      | 1898年1月1日 小串村                      | 1898年1月1日 小串村                      | 1898年1月1日 小串村                      | 1898年1月1日 小串村                      | 1898年1月1日 小串村                      | 1898年1月1日 小串村                      | 1898年1月1日 小串村                      | 1898年1月1日 小串村                      | 1898年1月1日 小串村                  | 1898年1月1日 小串村                  | 1898年1月1日 小串村                  | 1898年1月1日 小串村                     | 1898年1月1日 小串村                     | 1898年1月1日 小串村                     | 1898年1月1日 小串村                     | 1898年1月1日 小串村                      | 1898年1月1日 小串村                      | 1898年1月1日 小串村                      | 1898年1月1日 小串村                      | 1898年1月1日 小串村                      | 1898年1月1日 小串村                      | 1898年1月1日 小串村                      | 1898年1月1日 小串村                      | 1954年4月1日 岡山市                      | 1954年4月1日 岡山市                      | 1954年4月1日 岡山市                      | 1954年4月1日 岡山市                      | 1954年4月1日 岡山市                      | 1954年4月1日 岡山市                      | 1954年4月1日 岡山市                      | 1971年5月1日 岡山市                      | 1971年5月1日 岡山市                      | 1975年 5月1日 岡山市                     | 2005年 3月22日 岡山市                     | 2009年 4月1日 岡山市南区     |
| 阿津村             | 大門村                                   | 大門村                                   | 1898年1月1日 小串村                      | 1898年1月1日 小串村                      | 1898年1月1日 小串村                      | 1898年1月1日 小串村                      | 1898年1月1日 小串村                      | 1898年1月1日 小串村                      | 1898年1月1日 小串村                      | 1898年1月1日 小串村                      | 1898年1月1日 小串村                      | 1898年1月1日 小串村                      | 1898年1月1日 小串村                      | 1898年1月1日 小串村                  | 1898年1月1日 小串村                  | 1898年1月1日 小串村                  | 1898年1月1日 小串村                     | 1898年1月1日 小串村                     | 1898年1月1日 小串村                     | 1898年1月1日 小串村                     | 1898年1月1日 小串村                      | 1898年1月1日 小串村                      | 1898年1月1日 小串村                      | 1898年1月1日 小串村                      | 1898年1月1日 小串村                      | 1898年1月1日 小串村                      | 1898年1月1日 小串村                      | 1898年1月1日 小串村                      | 1954年4月1日 岡山市                      | 1954年4月1日 岡山市                      | 1954年4月1日 岡山市                      | 1954年4月1日 岡山市                      | 1954年4月1日 岡山市                      | 1954年4月1日 岡山市                      | 1954年4月1日 岡山市                      | 1971年5月1日 岡山市                      | 1971年5月1日 岡山市                      | 1975年 5月1日 岡山市                     | 2005年 3月22日 岡山市                     | 2009年 4月1日 岡山市南区     |
| 番田村             | 鉾立村                                   | 鉾立村                                   | 鉾立村                                   | 鉾立村                                   | 鉾立村                                   | 鉾立村                                   | 鉾立村                                   | 鉾立村                                   | 鉾立村                                   | 鉾立村                                   | 鉾立村                                   | 鉾立村                                   | 鉾立村                                   | 鉾立村                               | 鉾立村                               | 鉾立村                               | 鉾立村                                  | 鉾立村                                  | 鉾立村                                  | 鉾立村                                  | 鉾立村                                   | 鉾立村                                   | 鉾立村                                   | 鉾立村                                   | 鉾立村                                   | 鉾立村                                   | 鉾立村                                   | 1954年3月1日 東児町                      | 1954年3月1日 東児町                      | 1954年3月1日 東児町                      | 1954年3月1日 東児町                      | 1954年3月1日 東児町                      | 1954年3月1日 東児町                      | 1954年3月1日 東児町                      | 1954年3月1日 東児町                      | 1954年3月1日 東児町                      | 1974年3月20日 玉野市                     | 1974年3月20日 玉野市                     | 1974年3月20日 玉野市                      | 1974年3月20日 玉野市         |
| 北方村             | 鉾立村                                   | 鉾立村                                   | 鉾立村                                   | 鉾立村                                   | 鉾立村                                   | 鉾立村                                   | 鉾立村                                   | 鉾立村                                   | 鉾立村                                   | 鉾立村                                   | 鉾立村                                   | 鉾立村                                   | 鉾立村                                   | 鉾立村                               | 鉾立村                               | 鉾立村                               | 鉾立村                                  | 鉾立村                                  | 鉾立村                                  | 鉾立村                                  | 鉾立村                                   | 鉾立村                                   | 鉾立村                                   | 鉾立村                                   | 鉾立村                                   | 鉾立村                                   | 鉾立村                                   | 1954年3月1日 東児町                      | 1954年3月1日 東児町                      | 1954年3月1日 東児町                      | 1954年3月1日 東児町                      | 1954年3月1日 東児町                      | 1954年3月1日 東児町                      | 1954年3月1日 東児町                      | 1954年3月1日 東児町                      | 1954年3月1日 東児町                      | 1974年3月20日 玉野市                     | 1974年3月20日 玉野市                     | 1974年3月20日 玉野市                      | 1974年3月20日 玉野市         |
| 上山坂村           | 鉾立村                                   | 鉾立村                                   | 鉾立村                                   | 鉾立村                                   | 鉾立村                                   | 鉾立村                                   | 鉾立村                                   | 鉾立村                                   | 鉾立村                                   | 鉾立村                                   | 鉾立村                                   | 鉾立村                                   | 鉾立村                                   | 鉾立村                               | 鉾立村                               | 鉾立村                               | 鉾立村                                  | 鉾立村                                  | 鉾立村                                  | 鉾立村                                  | 鉾立村                                   | 鉾立村                                   | 鉾立村                                   | 鉾立村                                   | 鉾立村                                   | 鉾立村                                   | 鉾立村                                   | 1954年3月1日 東児町                      | 1954年3月1日 東児町                      | 1954年3月1日 東児町                      | 1954年3月1日 東児町                      | 1954年3月1日 東児町                      | 1954年3月1日 東児町                      | 1954年3月1日 東児町                      | 1954年3月1日 東児町                      | 1954年3月1日 東児町                      | 1974年3月20日 玉野市                     | 1974年3月20日 玉野市                     | 1974年3月20日 玉野市                      | 1974年3月20日 玉野市         |
| 下山坂村           | 鉾立村                                   | 鉾立村                                   | 鉾立村                                   | 鉾立村                                   | 鉾立村                                   | 鉾立村                                   | 鉾立村                                   | 鉾立村                                   | 鉾立村                                   | 鉾立村                                   | 鉾立村                                   | 鉾立村                                   | 鉾立村                                   | 鉾立村                               | 鉾立村                               | 鉾立村                               | 鉾立村                                  | 鉾立村                                  | 鉾立村                                  | 鉾立村                                  | 鉾立村                                   | 鉾立村                                   | 鉾立村                                   | 鉾立村                                   | 鉾立村                                   | 鉾立村                                   | 鉾立村                                   | 1954年3月1日 東児町                      | 1954年3月1日 東児町                      | 1954年3月1日 東児町                      | 1954年3月1日 東児町                      | 1954年3月1日 東児町                      | 1954年3月1日 東児町                      | 1954年3月1日 東児町                      | 1954年3月1日 東児町                      | 1954年3月1日 東児町                      | 1974年3月20日 玉野市                     | 1974年3月20日 玉野市                     | 1974年3月20日 玉野市                      | 1974年3月20日 玉野市         |
| 胸上村             | 胸上村                                   | 胸上村                                   | 胸上村                                   | 胸上村                                   | 胸上村                                   | 胸上村                                   | 胸上村                                   | 胸上村                                   | 胸上村                                   | 胸上村                                   | 胸上村                                   | 胸上村                                   | 胸上村                                   | 胸上村                               | 胸上村                               | 胸上村                               | 胸上村                                  | 胸上村                                  | 胸上村                                  | 胸上村                                  | 胸上村                                   | 胸上村                                   | 胸上村                                   | 胸上村                                   | 胸上村                                   | 胸上村                                   | 胸上村                                   | 1954年3月1日 東児町                      | 1954年3月1日 東児町                      | 1954年3月1日 東児町                      | 1954年3月1日 東児町                      | 1954年3月1日 東児町                      | 1954年3月1日 東児町                      | 1954年3月1日 東児町                      | 1954年3月1日 東児町                      | 1954年3月1日 東児町                      | 1974年3月20日 玉野市                     | 1974年3月20日 玉野市                     | 1974年3月20日 玉野市                      | 1974年3月20日 玉野市         |
| 梶岡村             | 胸上村                                   | 胸上村                                   | 胸上村                                   | 胸上村                                   | 胸上村                                   | 胸上村                                   | 胸上村                                   | 胸上村                                   | 胸上村                                   | 胸上村                                   | 胸上村                                   | 胸上村                                   | 胸上村                                   | 胸上村                               | 胸上村                               | 胸上村                               | 胸上村                                  | 胸上村                                  | 胸上村                                  | 胸上村                                  | 胸上村                                   | 胸上村                                   | 胸上村                                   | 胸上村                                   | 胸上村                                   | 胸上村                                   | 胸上村                                   | 1954年3月1日 東児町                      | 1954年3月1日 東児町                      | 1954年3月1日 東児町                      | 1954年3月1日 東児町                      | 1954年3月1日 東児町                      | 1954年3月1日 東児町                      | 1954年3月1日 東児町                      | 1954年3月1日 東児町                      | 1954年3月1日 東児町                      | 1974年3月20日 玉野市                     | 1974年3月20日 玉野市                     | 1974年3月20日 玉野市                      | 1974年3月20日 玉野市         |
| 東田井地村         | 胸上村                                   | 胸上村                                   | 胸上村                                   | 胸上村                                   | 胸上村                                   | 胸上村                                   | 胸上村                                   | 胸上村                                   | 胸上村                                   | 胸上村                                   | 胸上村                                   | 胸上村                                   | 胸上村                                   | 胸上村                               | 胸上村                               | 胸上村                               | 胸上村                                  | 胸上村                                  | 胸上村                                  | 胸上村                                  | 胸上村                                   | 胸上村                                   | 胸上村                                   | 胸上村                                   | 胸上村                                   | 胸上村                                   | 胸上村                                   | 1954年3月1日 東児町                      | 1954年3月1日 東児町                      | 1954年3月1日 東児町                      | 1954年3月1日 東児町                      | 1954年3月1日 東児町                      | 1954年3月1日 東児町                      | 1954年3月1日 東児町                      | 1954年3月1日 東児町                      | 1954年3月1日 東児町                      | 1974年3月20日 玉野市                     | 1974年3月20日 玉野市                     | 1974年3月20日 玉野市                      | 1974年3月20日 玉野市         |
| 西田井地村         | 胸上村                                   | 胸上村                                   | 胸上村                                   | 胸上村                                   | 胸上村                                   | 胸上村                                   | 胸上村                                   | 胸上村                                   | 胸上村                                   | 胸上村                                   | 胸上村                                   | 胸上村                                   | 胸上村                                   | 胸上村                               | 胸上村                               | 胸上村                               | 胸上村                                  | 胸上村                                  | 胸上村                                  | 胸上村                                  | 胸上村                                   | 胸上村                                   | 胸上村                                   | 胸上村                                   | 胸上村                                   | 胸上村                                   | 胸上村                                   | 1954年3月1日 東児町                      | 1954年3月1日 東児町                      | 1954年3月1日 東児町                      | 1954年3月1日 東児町                      | 1954年3月1日 東児町                      | 1954年3月1日 東児町                      | 1954年3月1日 東児町                      | 1954年3月1日 東児町                      | 1954年3月1日 東児町                      | 1974年3月20日 玉野市                     | 1974年3月20日 玉野市                     | 1974年3月20日 玉野市                      | 1974年3月20日 玉野市         |
| 山田村             | 山田村                                   | 山田村                                   | 山田村                                   | 山田村                                   | 山田村                                   | 山田村                                   | 山田村                                   | 山田村                                   | 山田村                                   | 山田村                                   | 山田村                                   | 山田村                                   | 山田村                                   | 山田村                               | 山田村                               | 山田村                               | 山田村                                  | 山田村                                  | 山田村                                  | 山田村                                  | 山田村                                   | 山田村                                   | 山田村                                   | 山田村                                   | 山田村                                   | 山田村                                   | 1953年7月1日 玉野市                      | 1953年7月1日 玉野市                      | 1953年7月1日 玉野市                      | 1953年7月1日 玉野市                      | 1953年7月1日 玉野市                      | 1955年2月1日 玉野市                      | 1955年2月1日 玉野市                      | 1955年2月1日 玉野市                      | 1955年2月1日 玉野市                      | 1955年2月1日 玉野市                      | 1974年3月20日 玉野市                     | 1974年3月20日 玉野市                     | 1974年3月20日 玉野市                      | 1974年3月20日 玉野市         |
| 東野崎村           | 山田村                                   | 山田村                                   | 山田村                                   | 山田村                                   | 山田村                                   | 山田村                                   | 山田村                                   | 山田村                                   | 山田村                                   | 山田村                                   | 山田村                                   | 山田村                                   | 山田村                                   | 山田村                               | 山田村                               | 山田村                               | 山田村                                  | 山田村                                  | 山田村                                  | 山田村                                  | 山田村                                   | 山田村                                   | 山田村                                   | 山田村                                   | 山田村                                   | 山田村                                   | 1953年7月1日 玉野市                      | 1953年7月1日 玉野市                      | 1953年7月1日 玉野市                      | 1953年7月1日 玉野市                      | 1953年7月1日 玉野市                      | 1955年2月1日 玉野市                      | 1955年2月1日 玉野市                      | 1955年2月1日 玉野市                      | 1955年2月1日 玉野市                      | 1955年2月1日 玉野市                      | 1974年3月20日 玉野市                     | 1974年3月20日 玉野市                     | 1974年3月20日 玉野市                      | 1974年3月20日 玉野市         |
| 沼村               | 山田村                                   | 山田村                                   | 山田村                                   | 山田村                                   | 山田村                                   | 山田村                                   | 山田村                                   | 山田村                                   | 山田村                                   | 山田村                                   | 山田村                                   | 山田村                                   | 山田村                                   | 山田村                               | 山田村                               | 山田村                               | 山田村                                  | 山田村                                  | 山田村                                  | 山田村                                  | 山田村                                   | 山田村                                   | 山田村                                   | 山田村                                   | 山田村                                   | 山田村                                   | 1953年7月1日 玉野市                      | 1953年7月1日 玉野市                      | 1953年7月1日 玉野市                      | 1953年7月1日 玉野市                      | 1953年7月1日 玉野市                      | 1955年2月1日 玉野市                      | 1955年2月1日 玉野市                      | 1955年2月1日 玉野市                      | 1955年2月1日 玉野市                      | 1955年2月1日 玉野市                      | 1974年3月20日 玉野市                     | 1974年3月20日 玉野市                     | 1974年3月20日 玉野市                      | 1974年3月20日 玉野市         |
| 後閑村             | 山田村                                   | 山田村                                   | 山田村                                   | 山田村                                   | 山田村                                   | 山田村                                   | 山田村                                   | 山田村                                   | 山田村                                   | 山田村                                   | 山田村                                   | 山田村                                   | 山田村                                   | 山田村                               | 山田村                               | 山田村                               | 山田村                                  | 山田村                                  | 山田村                                  | 山田村                                  | 山田村                                   | 山田村                                   | 山田村                                   | 山田村                                   | 山田村                                   | 山田村                                   | 1953年7月1日 玉野市                      | 1953年7月1日 玉野市                      | 1953年7月1日 玉野市                      | 1953年7月1日 玉野市                      | 1953年7月1日 玉野市                      | 1955年2月1日 玉野市                      | 1955年2月1日 玉野市                      | 1955年2月1日 玉野市                      | 1955年2月1日 玉野市                      | 1955年2月1日 玉野市                      | 1974年3月20日 玉野市                     | 1974年3月20日 玉野市                     | 1974年3月20日 玉野市                      | 1974年3月20日 玉野市         |
| 大藪村             | 山田村                                   | 山田村                                   | 山田村                                   | 山田村                                   | 山田村                                   | 山田村                                   | 山田村                                   | 山田村                                   | 山田村                                   | 山田村                                   | 山田村                                   | 山田村                                   | 山田村                                   | 山田村                               | 山田村                               | 山田村                               | 山田村                                  | 山田村                                  | 山田村                                  | 山田村                                  | 山田村                                   | 山田村                                   | 山田村                                   | 山田村                                   | 山田村                                   | 山田村                                   | 1953年7月1日 玉野市                      | 1953年7月1日 玉野市                      | 1953年7月1日 玉野市                      | 1953年7月1日 玉野市                      | 1953年7月1日 玉野市                      | 1955年2月1日 玉野市                      | 1955年2月1日 玉野市                      | 1955年2月1日 玉野市                      | 1955年2月1日 玉野市                      | 1955年2月1日 玉野市                      | 1974年3月20日 玉野市                     | 1974年3月20日 玉野市                     | 1974年3月20日 玉野市                      | 1974年3月20日 玉野市         |
| 日比村             | 日比村                                   | 日比村                                   | 日比村                                   | 日比村                                   | 日比村                                   | 日比村                                   | 日比村                                   | 日比村                                   | 日比村                                   | 1906年4月1日 日比町                      | 1906年4月1日 日比町                      | 1906年4月1日 日比町                      | 1906年4月1日 日比町                      | 1906年4月1日 日比町                  | 1906年4月1日 日比町                  | 1906年4月1日 日比町                  | 1906年4月1日 日比町                     | 1906年4月1日 日比町                     | 1940年8月3日 玉野市                     | 1940年8月3日 玉野市                     | 1940年8月3日 玉野市                      | 1940年8月3日 玉野市                      | 1940年8月3日 玉野市                      | 1940年8月3日 玉野市                      | 1940年8月3日 玉野市                      | 1940年8月3日 玉野市                      | 1953年7月1日 玉野市                      | 1953年7月1日 玉野市                      | 1953年7月1日 玉野市                      | 1953年7月1日 玉野市                      | 1953年7月1日 玉野市                      | 1955年2月1日 玉野市                      | 1955年2月1日 玉野市                      | 1955年2月1日 玉野市                      | 1955年2月1日 玉野市                      | 1955年2月1日 玉野市                      | 1974年3月20日 玉野市                     | 1974年3月20日 玉野市                     | 1974年3月20日 玉野市                      | 1974年3月20日 玉野市         |
| 和田村             | 日比村                                   | 日比村                                   | 日比村                                   | 日比村                                   | 日比村                                   | 日比村                                   | 日比村                                   | 日比村                                   | 日比村                                   | 1906年4月1日 日比町                      | 1906年4月1日 日比町                      | 1906年4月1日 日比町                      | 1906年4月1日 日比町                      | 1906年4月1日 日比町                  | 1906年4月1日 日比町                  | 1906年4月1日 日比町                  | 1906年4月1日 日比町                     | 1906年4月1日 日比町                     | 1940年8月3日 玉野市                     | 1940年8月3日 玉野市                     | 1940年8月3日 玉野市                      | 1940年8月3日 玉野市                      | 1940年8月3日 玉野市                      | 1940年8月3日 玉野市                      | 1940年8月3日 玉野市                      | 1940年8月3日 玉野市                      | 1953年7月1日 玉野市                      | 1953年7月1日 玉野市                      | 1953年7月1日 玉野市                      | 1953年7月1日 玉野市                      | 1953年7月1日 玉野市                      | 1955年2月1日 玉野市                      | 1955年2月1日 玉野市                      | 1955年2月1日 玉野市                      | 1955年2月1日 玉野市                      | 1955年2月1日 玉野市                      | 1974年3月20日 玉野市                     | 1974年3月20日 玉野市                     | 1974年3月20日 玉野市                      | 1974年3月20日 玉野市         |
| 渋川村             | 日比村                                   | 日比村                                   | 日比村                                   | 日比村                                   | 日比村                                   | 日比村                                   | 日比村                                   | 日比村                                   | 日比村                                   | 1906年4月1日 日比町                      | 1906年4月1日 日比町                      | 1906年4月1日 日比町                      | 1906年4月1日 日比町                      | 1906年4月1日 日比町                  | 1906年4月1日 日比町                  | 1906年4月1日 日比町                  | 1906年4月1日 日比町                     | 1906年4月1日 日比町                     | 1940年8月3日 玉野市                     | 1940年8月3日 玉野市                     | 1940年8月3日 玉野市                      | 1940年8月3日 玉野市                      | 1940年8月3日 玉野市                      | 1940年8月3日 玉野市                      | 1940年8月3日 玉野市                      | 1940年8月3日 玉野市                      | 1953年7月1日 玉野市                      | 1953年7月1日 玉野市                      | 1953年7月1日 玉野市                      | 1953年7月1日 玉野市                      | 1953年7月1日 玉野市                      | 1955年2月1日 玉野市                      | 1955年2月1日 玉野市                      | 1955年2月1日 玉野市                      | 1955年2月1日 玉野市                      | 1955年2月1日 玉野市                      | 1974年3月20日 玉野市                     | 1974年3月20日 玉野市                     | 1974年3月20日 玉野市                      | 1974年3月20日 玉野市         |
| 玉村               | 玉野村                                   | 玉野村                                   | 玉野村                                   | 玉野村                                   | 玉野村                                   | 玉野村                                   | 玉野村                                   | 玉野村                                   | 玉野村                                   | 1906年4月1日 日比町                      | 1906年4月1日 日比町                      | 1906年4月1日 日比町                      | 1906年4月1日 日比町                      | 1906年4月1日 日比町                  | 1906年4月1日 日比町                  | 1906年4月1日 日比町                  | 1906年4月1日 日比町                     | 1906年4月1日 日比町                     | 1940年8月3日 玉野市                     | 1940年8月3日 玉野市                     | 1940年8月3日 玉野市                      | 1940年8月3日 玉野市                      | 1940年8月3日 玉野市                      | 1940年8月3日 玉野市                      | 1940年8月3日 玉野市                      | 1940年8月3日 玉野市                      | 1953年7月1日 玉野市                      | 1953年7月1日 玉野市                      | 1953年7月1日 玉野市                      | 1953年7月1日 玉野市                      | 1953年7月1日 玉野市                      | 1955年2月1日 玉野市                      | 1955年2月1日 玉野市                      | 1955年2月1日 玉野市                      | 1955年2月1日 玉野市                      | 1955年2月1日 玉野市                      | 1974年3月20日 玉野市                     | 1974年3月20日 玉野市                     | 1974年3月20日 玉野市                      | 1974年3月20日 玉野市         |
| 宇野村             | 玉野村                                   | 玉野村                                   | 玉野村                                   | 玉野村                                   | 玉野村                                   | 玉野村                                   | 玉野村                                   | 玉野村                                   | 玉野村                                   | 1906年4月1日 宇野村                      | 1906年4月1日 宇野村                      | 1906年4月1日 宇野村                      | 1906年4月1日 宇野村                      | 1906年4月1日 宇野村                  | 1906年4月1日 宇野村                  | 1919年1月1日 宇野町                  | 1919年1月1日 宇野町                     | 1919年1月1日 宇野町                     | 1940年8月3日 玉野市                     | 1940年8月3日 玉野市                     | 1940年8月3日 玉野市                      | 1940年8月3日 玉野市                      | 1940年8月3日 玉野市                      | 1940年8月3日 玉野市                      | 1940年8月3日 玉野市                      | 1940年8月3日 玉野市                      | 1953年7月1日 玉野市                      | 1953年7月1日 玉野市                      | 1953年7月1日 玉野市                      | 1953年7月1日 玉野市                      | 1953年7月1日 玉野市                      | 1955年2月1日 玉野市                      | 1955年2月1日 玉野市                      | 1955年2月1日 玉野市                      | 1955年2月1日 玉野市                      | 1955年2月1日 玉野市                      | 1974年3月20日 玉野市                     | 1974年3月20日 玉野市                     | 1974年3月20日 玉野市                      | 1974年3月20日 玉野市         |
| 田井村             | 田井村                                   | 田井村                                   | 田井村                                   | 田井村                                   | 田井村                                   | 田井村                                   | 田井村                                   | 田井村                                   | 田井村                                   | 1906年4月1日 宇野村                      | 1906年4月1日 宇野村                      | 1906年4月1日 宇野村                      | 1906年4月1日 宇野村                      | 1906年4月1日 宇野村                  | 1906年4月1日 宇野村                  | 1919年1月1日 宇野町                  | 1919年1月1日 宇野町                     | 1919年1月1日 宇野町                     | 1940年8月3日 玉野市                     | 1940年8月3日 玉野市                     | 1940年8月3日 玉野市                      | 1940年8月3日 玉野市                      | 1940年8月3日 玉野市                      | 1940年8月3日 玉野市                      | 1940年8月3日 玉野市                      | 1940年8月3日 玉野市                      | 1953年7月1日 玉野市                      | 1953年7月1日 玉野市                      | 1953年7月1日 玉野市                      | 1953年7月1日 玉野市                      | 1953年7月1日 玉野市                      | 1955年2月1日 玉野市                      | 1955年2月1日 玉野市                      | 1955年2月1日 玉野市                      | 1955年2月1日 玉野市                      | 1955年2月1日 玉野市                      | 1974年3月20日 玉野市                     | 1974年3月20日 玉野市                     | 1974年3月20日 玉野市                      | 1974年3月20日 玉野市         |
| （田井村の一部）   | 田井村                                   | 田井村                                   | 田井村                                   | 田井村                                   | 田井村                                   | 田井村                                   | 田井村                                   | 田井村                                   | 田井村                                   | 1906年4月1日 八浜町                      | 1906年4月1日 八浜町                      | 1906年4月1日 八浜町                      | 1906年4月1日 八浜町                      | 1906年4月1日 八浜町                  | 1906年4月1日 八浜町                  | 1906年4月1日 八浜町                  | 1906年4月1日 八浜町                     | 1906年4月1日 八浜町                     | 1906年4月1日 八浜町                     | 1906年4月1日 八浜町                     | 1906年4月1日 八浜町                      | 1906年4月1日 八浜町                      | 1906年4月1日 八浜町                      | 1906年4月1日 八浜町                      | 1906年4月1日 八浜町                      | 1906年4月1日 八浜町                      | 1906年4月1日 八浜町                      | 1906年4月1日 八浜町                      | 1906年4月1日 八浜町                      | 1906年4月1日 八浜町                      | 1906年4月1日 八浜町                      | 1955年2月1日 玉野市                      | 1955年2月1日 玉野市                      | 1955年2月1日 玉野市                      | 1955年2月1日 玉野市                      | 1955年2月1日 玉野市                      | 1974年3月20日 玉野市                     | 1974年3月20日 玉野市                     | 1974年3月20日 玉野市                      | 1974年3月20日 玉野市         |
| 八浜村             | 玉井村                                   | 玉井村                                   | 1898年 1月1日 八浜村                     | 1898年 1月1日 八浜村                     | 1901年2月6日 八浜町                      | 1903年4月1日 八浜町                      | 1903年4月1日 八浜町                      | 1903年4月1日 八浜町                      | 1903年4月1日 八浜町                      | 1906年4月1日 八浜町                      | 1906年4月1日 八浜町                      | 1906年4月1日 八浜町                      | 1906年4月1日 八浜町                      | 1906年4月1日 八浜町                  | 1906年4月1日 八浜町                  | 1906年4月1日 八浜町                  | 1906年4月1日 八浜町                     | 1906年4月1日 八浜町                     | 1906年4月1日 八浜町                     | 1906年4月1日 八浜町                     | 1906年4月1日 八浜町                      | 1906年4月1日 八浜町                      | 1906年4月1日 八浜町                      | 1906年4月1日 八浜町                      | 1906年4月1日 八浜町                      | 1906年4月1日 八浜町                      | 1906年4月1日 八浜町                      | 1906年4月1日 八浜町                      | 1906年4月1日 八浜町                      | 1906年4月1日 八浜町                      | 1906年4月1日 八浜町                      | 1955年2月1日 玉野市                      | 1955年2月1日 玉野市                      | 1955年2月1日 玉野市                      | 1955年2月1日 玉野市                      | 1955年2月1日 玉野市                      | 1974年3月20日 玉野市                     | 1974年3月20日 玉野市                     | 1974年3月20日 玉野市                      | 1974年3月20日 玉野市         |
| 波知村             | 玉井村                                   | 玉井村                                   | 1898年 1月1日 八浜村                     | 1898年 1月1日 八浜村                     | 1901年2月6日 八浜町                      | 1903年4月1日 八浜町                      | 1903年4月1日 八浜町                      | 1903年4月1日 八浜町                      | 1903年4月1日 八浜町                      | 1906年4月1日 八浜町                      | 1906年4月1日 八浜町                      | 1906年4月1日 八浜町                      | 1906年4月1日 八浜町                      | 1906年4月1日 八浜町                  | 1906年4月1日 八浜町                  | 1906年4月1日 八浜町                  | 1906年4月1日 八浜町                     | 1906年4月1日 八浜町                     | 1906年4月1日 八浜町                     | 1906年4月1日 八浜町                     | 1906年4月1日 八浜町                      | 1906年4月1日 八浜町                      | 1906年4月1日 八浜町                      | 1906年4月1日 八浜町                      | 1906年4月1日 八浜町                      | 1906年4月1日 八浜町                      | 1906年4月1日 八浜町                      | 1906年4月1日 八浜町                      | 1906年4月1日 八浜町                      | 1906年4月1日 八浜町                      | 1906年4月1日 八浜町                      | 1955年2月1日 玉野市                      | 1955年2月1日 玉野市                      | 1955年2月1日 玉野市                      | 1955年2月1日 玉野市                      | 1955年2月1日 玉野市                      | 1974年3月20日 玉野市                     | 1974年3月20日 玉野市                     | 1974年3月20日 玉野市                      | 1974年3月20日 玉野市         |
| 見石村             | 玉井村                                   | 玉井村                                   | 1898年 1月1日 八浜村                     | 1898年 1月1日 八浜村                     | 1901年2月6日 八浜町                      | 1903年4月1日 八浜町                      | 1903年4月1日 八浜町                      | 1903年4月1日 八浜町                      | 1903年4月1日 八浜町                      | 1906年4月1日 八浜町                      | 1906年4月1日 八浜町                      | 1906年4月1日 八浜町                      | 1906年4月1日 八浜町                      | 1906年4月1日 八浜町                  | 1906年4月1日 八浜町                  | 1906年4月1日 八浜町                  | 1906年4月1日 八浜町                     | 1906年4月1日 八浜町                     | 1906年4月1日 八浜町                     | 1906年4月1日 八浜町                     | 1906年4月1日 八浜町                      | 1906年4月1日 八浜町                      | 1906年4月1日 八浜町                      | 1906年4月1日 八浜町                      | 1906年4月1日 八浜町                      | 1906年4月1日 八浜町                      | 1906年4月1日 八浜町                      | 1906年4月1日 八浜町                      | 1906年4月1日 八浜町                      | 1906年4月1日 八浜町                      | 1906年4月1日 八浜町                      | 1955年2月1日 玉野市                      | 1955年2月1日 玉野市                      | 1955年2月1日 玉野市                      | 1955年2月1日 玉野市                      | 1955年2月1日 玉野市                      | 1974年3月20日 玉野市                     | 1974年3月20日 玉野市                     | 1974年3月20日 玉野市                      | 1974年3月20日 玉野市         |
| 大崎村             | 秀天村                                   | 秀天村                                   | 秀天村                                   | 秀天村                                   | 秀天村                                   | 1903年4月1日 八浜町                      | 1903年4月1日 八浜町                      | 1903年4月1日 八浜町                      | 1903年4月1日 八浜町                      | 1906年4月1日 八浜町                      | 1906年4月1日 八浜町                      | 1906年4月1日 八浜町                      | 1906年4月1日 八浜町                      | 1906年4月1日 八浜町                  | 1906年4月1日 八浜町                  | 1906年4月1日 八浜町                  | 1906年4月1日 八浜町                     | 1906年4月1日 八浜町                     | 1906年4月1日 八浜町                     | 1906年4月1日 八浜町                     | 1906年4月1日 八浜町                      | 1906年4月1日 八浜町                      | 1906年4月1日 八浜町                      | 1906年4月1日 八浜町                      | 1906年4月1日 八浜町                      | 1906年4月1日 八浜町                      | 1906年4月1日 八浜町                      | 1906年4月1日 八浜町                      | 1906年4月1日 八浜町                      | 1906年4月1日 八浜町                      | 1906年4月1日 八浜町                      | 1955年2月1日 玉野市                      | 1955年2月1日 玉野市                      | 1955年2月1日 玉野市                      | 1955年2月1日 玉野市                      | 1955年2月1日 玉野市                      | 1974年3月20日 玉野市                     | 1974年3月20日 玉野市                     | 1974年3月20日 玉野市                      | 1974年3月20日 玉野市         |
| 槌ヶ原村           | 秀天村                                   | 秀天村                                   | 秀天村                                   | 秀天村                                   | 秀天村                                   | 1903年4月1日 荘内村                      | 1903年4月1日 荘内村                      | 1903年4月1日 荘内村                      | 1903年4月1日 荘内村                      | 1903年4月1日 荘内村                      | 1903年4月1日 荘内村                      | 1903年4月1日 荘内村                      | 1903年4月1日 荘内村                      | 1903年4月1日 荘内村                  | 1903年4月1日 荘内村                  | 1903年4月1日 荘内村                  | 1903年4月1日 荘内村                     | 1903年4月1日 荘内村                     | 1903年4月1日 荘内村                     | 1903年4月1日 荘内村                     | 1903年4月1日 荘内村                      | 1903年4月1日 荘内村                      | 1903年4月1日 荘内村                      | 1903年4月1日 荘内村                      | 1903年4月1日 荘内村                      | 1903年4月1日 荘内村                      | 1903年4月1日 荘内村                      | 1903年4月1日 荘内村                      | 1954年4月1日 玉野市                      | 1954年11月1日 玉野市                     | 1954年11月1日 玉野市                     | 1955年2月1日 玉野市                      | 1955年2月1日 玉野市                      | 1955年2月1日 玉野市                      | 1955年2月1日 玉野市                      | 1955年2月1日 玉野市                      | 1974年3月20日 玉野市                     | 1974年3月20日 玉野市                     | 1974年3月20日 玉野市                      | 1974年3月20日 玉野市         |
| 迫間村             | 秀天村                                   | 秀天村                                   | 秀天村                                   | 秀天村                                   | 秀天村                                   | 1903年4月1日 荘内村                      | 1903年4月1日 荘内村                      | 1903年4月1日 荘内村                      | 1903年4月1日 荘内村                      | 1903年4月1日 荘内村                      | 1903年4月1日 荘内村                      | 1903年4月1日 荘内村                      | 1903年4月1日 荘内村                      | 1903年4月1日 荘内村                  | 1903年4月1日 荘内村                  | 1903年4月1日 荘内村                  | 1903年4月1日 荘内村                     | 1903年4月1日 荘内村                     | 1903年4月1日 荘内村                     | 1903年4月1日 荘内村                     | 1903年4月1日 荘内村                      | 1903年4月1日 荘内村                      | 1903年4月1日 荘内村                      | 1903年4月1日 荘内村                      | 1903年4月1日 荘内村                      | 1903年4月1日 荘内村                      | 1903年4月1日 荘内村                      | 1903年4月1日 荘内村                      | 1954年4月1日 玉野市                      | 1954年11月1日 玉野市                     | 1954年11月1日 玉野市                     | 1955年2月1日 玉野市                      | 1955年2月1日 玉野市                      | 1955年2月1日 玉野市                      | 1955年2月1日 玉野市                      | 1955年2月1日 玉野市                      | 1974年3月20日 玉野市                     | 1974年3月20日 玉野市                     | 1974年3月20日 玉野市                      | 1974年3月20日 玉野市         |
| 宇藤木村           | 下加茂村                                 | 下加茂村                                 | 下加茂村                                 | 下加茂村                                 | 下加茂村                                 | 1903年4月1日 荘内村                      | 1903年4月1日 荘内村                      | 1903年4月1日 荘内村                      | 1903年4月1日 荘内村                      | 1903年4月1日 荘内村                      | 1903年4月1日 荘内村                      | 1903年4月1日 荘内村                      | 1903年4月1日 荘内村                      | 1903年4月1日 荘内村                  | 1903年4月1日 荘内村                  | 1903年4月1日 荘内村                  | 1903年4月1日 荘内村                     | 1903年4月1日 荘内村                     | 1903年4月1日 荘内村                     | 1903年4月1日 荘内村                     | 1903年4月1日 荘内村                      | 1903年4月1日 荘内村                      | 1903年4月1日 荘内村                      | 1903年4月1日 荘内村                      | 1903年4月1日 荘内村                      | 1903年4月1日 荘内村                      | 1903年4月1日 荘内村                      | 1903年4月1日 荘内村                      | 1954年4月1日 玉野市                      | 1954年11月1日 玉野市                     | 1954年11月1日 玉野市                     | 1955年2月1日 玉野市                      | 1955年2月1日 玉野市                      | 1955年2月1日 玉野市                      | 1955年2月1日 玉野市                      | 1955年2月1日 玉野市                      | 1974年3月20日 玉野市                     | 1974年3月20日 玉野市                     | 1974年3月20日 玉野市                      | 1974年3月20日 玉野市         |
| 用吉村             | 下加茂村                                 | 下加茂村                                 | 下加茂村                                 | 下加茂村                                 | 下加茂村                                 | 1903年4月1日 荘内村                      | 1903年4月1日 荘内村                      | 1903年4月1日 荘内村                      | 1903年4月1日 荘内村                      | 1903年4月1日 荘内村                      | 1903年4月1日 荘内村                      | 1903年4月1日 荘内村                      | 1903年4月1日 荘内村                      | 1903年4月1日 荘内村                  | 1903年4月1日 荘内村                  | 1903年4月1日 荘内村                  | 1903年4月1日 荘内村                     | 1903年4月1日 荘内村                     | 1903年4月1日 荘内村                     | 1903年4月1日 荘内村                     | 1903年4月1日 荘内村                      | 1903年4月1日 荘内村                      | 1903年4月1日 荘内村                      | 1903年4月1日 荘内村                      | 1903年4月1日 荘内村                      | 1903年4月1日 荘内村                      | 1903年4月1日 荘内村                      | 1903年4月1日 荘内村                      | 1954年4月1日 玉野市                      | 1954年11月1日 玉野市                     | 1954年11月1日 玉野市                     | 1955年2月1日 玉野市                      | 1955年2月1日 玉野市                      | 1955年2月1日 玉野市                      | 1955年2月1日 玉野市                      | 1955年2月1日 玉野市                      | 1974年3月20日 玉野市                     | 1974年3月20日 玉野市                     | 1974年3月20日 玉野市                      | 1974年3月20日 玉野市         |
| 木目村             | 下加茂村                                 | 下加茂村                                 | 下加茂村                                 | 下加茂村                                 | 下加茂村                                 | 1903年4月1日 荘内村                      | 1903年4月1日 荘内村                      | 1903年4月1日 荘内村                      | 1903年4月1日 荘内村                      | 1903年4月1日 荘内村                      | 1903年4月1日 荘内村                      | 1903年4月1日 荘内村                      | 1903年4月1日 荘内村                      | 1903年4月1日 荘内村                  | 1903年4月1日 荘内村                  | 1903年4月1日 荘内村                  | 1903年4月1日 荘内村                     | 1903年4月1日 荘内村                     | 1903年4月1日 荘内村                     | 1903年4月1日 荘内村                     | 1903年4月1日 荘内村                      | 1903年4月1日 荘内村                      | 1903年4月1日 荘内村                      | 1903年4月1日 荘内村                      | 1903年4月1日 荘内村                      | 1903年4月1日 荘内村                      | 1903年4月1日 荘内村                      | 1903年4月1日 荘内村                      | 1954年4月1日 玉野市                      | 1954年11月1日 玉野市                     | 1954年11月1日 玉野市                     | 1955年2月1日 玉野市                      | 1955年2月1日 玉野市                      | 1955年2月1日 玉野市                      | 1955年2月1日 玉野市                      | 1955年2月1日 玉野市                      | 1974年3月20日 玉野市                     | 1974年3月20日 玉野市                     | 1974年3月20日 玉野市                      | 1974年3月20日 玉野市         |
| 小島地村           | 下加茂村                                 | 下加茂村                                 | 下加茂村                                 | 下加茂村                                 | 下加茂村                                 | 1903年4月1日 荘内村                      | 1903年4月1日 荘内村                      | 1903年4月1日 荘内村                      | 1903年4月1日 荘内村                      | 1903年4月1日 荘内村                      | 1903年4月1日 荘内村                      | 1903年4月1日 荘内村                      | 1903年4月1日 荘内村                      | 1903年4月1日 荘内村                  | 1903年4月1日 荘内村                  | 1903年4月1日 荘内村                  | 1903年4月1日 荘内村                     | 1903年4月1日 荘内村                     | 1903年4月1日 荘内村                     | 1903年4月1日 荘内村                     | 1903年4月1日 荘内村                      | 1903年4月1日 荘内村                      | 1903年4月1日 荘内村                      | 1903年4月1日 荘内村                      | 1903年4月1日 荘内村                      | 1903年4月1日 荘内村                      | 1903年4月1日 荘内村                      | 1903年4月1日 荘内村                      | 1954年4月1日 玉野市                      | 1954年11月1日 玉野市                     | 1954年11月1日 玉野市                     | 1955年2月1日 玉野市                      | 1955年2月1日 玉野市                      | 1955年2月1日 玉野市                      | 1955年2月1日 玉野市                      | 1955年2月1日 玉野市                      | 1974年3月20日 玉野市                     | 1974年3月20日 玉野市                     | 1974年3月20日 玉野市                      | 1974年3月20日 玉野市         |
| 長尾村             | 上加茂村                                 | 上加茂村                                 | 上加茂村                                 | 上加茂村                                 | 上加茂村                                 | 1903年4月1日 荘内村                      | 1903年4月1日 荘内村                      | 1903年4月1日 荘内村                      | 1903年4月1日 荘内村                      | 1903年4月1日 荘内村                      | 1903年4月1日 荘内村                      | 1903年4月1日 荘内村                      | 1903年4月1日 荘内村                      | 1903年4月1日 荘内村                  | 1903年4月1日 荘内村                  | 1903年4月1日 荘内村                  | 1903年4月1日 荘内村                     | 1903年4月1日 荘内村                     | 1903年4月1日 荘内村                     | 1903年4月1日 荘内村                     | 1903年4月1日 荘内村                      | 1903年4月1日 荘内村                      | 1903年4月1日 荘内村                      | 1903年4月1日 荘内村                      | 1903年4月1日 荘内村                      | 1903年4月1日 荘内村                      | 1903年4月1日 荘内村                      | 1903年4月1日 荘内村                      | 1954年4月1日 玉野市                      | 1954年11月1日 玉野市                     | 1954年11月1日 玉野市                     | 1955年2月1日 玉野市                      | 1955年2月1日 玉野市                      | 1955年2月1日 玉野市                      | 1955年2月1日 玉野市                      | 1955年2月1日 玉野市                      | 1974年3月20日 玉野市                     | 1974年3月20日 玉野市                     | 1974年3月20日 玉野市                      | 1974年3月20日 玉野市         |
| 広岡村             | 上加茂村                                 | 上加茂村                                 | 上加茂村                                 | 上加茂村                                 | 上加茂村                                 | 1903年4月1日 荘内村                      | 1903年4月1日 荘内村                      | 1903年4月1日 荘内村                      | 1903年4月1日 荘内村                      | 1903年4月1日 荘内村                      | 1903年4月1日 荘内村                      | 1903年4月1日 荘内村                      | 1903年4月1日 荘内村                      | 1903年4月1日 荘内村                  | 1903年4月1日 荘内村                  | 1903年4月1日 荘内村                  | 1903年4月1日 荘内村                     | 1903年4月1日 荘内村                     | 1903年4月1日 荘内村                     | 1903年4月1日 荘内村                     | 1903年4月1日 荘内村                      | 1903年4月1日 荘内村                      | 1903年4月1日 荘内村                      | 1903年4月1日 荘内村                      | 1903年4月1日 荘内村                      | 1903年4月1日 荘内村                      | 1903年4月1日 荘内村                      | 1903年4月1日 荘内村                      | 1954年4月1日 玉野市                      | 1954年11月1日 玉野市                     | 1954年11月1日 玉野市                     | 1955年2月1日 玉野市                      | 1955年2月1日 玉野市                      | 1955年2月1日 玉野市                      | 1955年2月1日 玉野市                      | 1955年2月1日 玉野市                      | 1974年3月20日 玉野市                     | 1974年3月20日 玉野市                     | 1974年3月20日 玉野市                      | 1974年3月20日 玉野市         |
| 長尾村             | 上加茂村                                 | 上加茂村                                 | 上加茂村                                 | 上加茂村                                 | 上加茂村                                 | 1903年4月1日 荘内村                      | 1903年4月1日 荘内村                      | 1903年4月1日 荘内村                      | 1903年4月1日 荘内村                      | 1903年4月1日 荘内村                      | 1903年4月1日 荘内村                      | 1903年4月1日 荘内村                      | 1903年4月1日 荘内村                      | 1903年4月1日 荘内村                  | 1903年4月1日 荘内村                  | 1903年4月1日 荘内村                  | 1903年4月1日 荘内村                     | 1903年4月1日 荘内村                     | 1903年4月1日 荘内村                     | 1903年4月1日 荘内村                     | 1903年4月1日 荘内村                      | 1903年4月1日 荘内村                      | 1903年4月1日 荘内村                      | 1903年4月1日 荘内村                      | 1903年4月1日 荘内村                      | 1903年4月1日 荘内村                      | 1903年4月1日 荘内村                      | 1903年4月1日 荘内村                      | 1954年4月1日 玉野市                      | 1954年11月1日 玉野市                     | 1954年11月1日 玉野市                     | 1955年2月1日 玉野市                      | 1955年2月1日 玉野市                      | 1955年2月1日 玉野市                      | 1955年2月1日 玉野市                      | 1955年2月1日 玉野市                      | 1974年3月20日 玉野市                     | 1974年3月20日 玉野市                     | 1974年3月20日 玉野市                      | 1974年3月20日 玉野市         |
| 滝村               | 上加茂村                                 | 上加茂村                                 | 上加茂村                                 | 上加茂村                                 | 上加茂村                                 | 1903年4月1日 荘内村                      | 1903年4月1日 荘内村                      | 1903年4月1日 荘内村                      | 1903年4月1日 荘内村                      | 1903年4月1日 荘内村                      | 1903年4月1日 荘内村                      | 1903年4月1日 荘内村                      | 1903年4月1日 荘内村                      | 1903年4月1日 荘内村                  | 1903年4月1日 荘内村                  | 1903年4月1日 荘内村                  | 1903年4月1日 荘内村                     | 1903年4月1日 荘内村                     | 1903年4月1日 荘内村                     | 1903年4月1日 荘内村                     | 1903年4月1日 荘内村                      | 1903年4月1日 荘内村                      | 1903年4月1日 荘内村                      | 1903年4月1日 荘内村                      | 1903年4月1日 荘内村                      | 1903年4月1日 荘内村                      | 1903年4月1日 荘内村                      | 1903年4月1日 荘内村                      | 1954年4月1日 玉野市                      | 1954年11月1日 玉野市                     | 1954年11月1日 玉野市                     | 1955年2月1日 玉野市                      | 1955年2月1日 玉野市                      | 1955年2月1日 玉野市                      | 1955年2月1日 玉野市                      | 1955年2月1日 玉野市                      | 1974年3月20日 玉野市                     | 1974年3月20日 玉野市                     | 1974年3月20日 玉野市                      | 1974年3月20日 玉野市         |
| 白尾村             | 上加茂村                                 | 上加茂村                                 | 上加茂村                                 | 上加茂村                                 | 上加茂村                                 | 1903年4月1日 荘内村                      | 1903年4月1日 荘内村                      | 1903年4月1日 荘内村                      | 1903年4月1日 荘内村                      | 1903年4月1日 荘内村                      | 1903年4月1日 荘内村                      | 1903年4月1日 荘内村                      | 1903年4月1日 荘内村                      | 1903年4月1日 荘内村                  | 1903年4月1日 荘内村                  | 1903年4月1日 荘内村                  | 1903年4月1日 荘内村                     | 1903年4月1日 荘内村                     | 1903年4月1日 荘内村                     | 1903年4月1日 荘内村                     | 1903年4月1日 荘内村                      | 1903年4月1日 荘内村                      | 1903年4月1日 荘内村                      | 1903年4月1日 荘内村                      | 1903年4月1日 荘内村                      | 1903年4月1日 荘内村                      | 1903年4月1日 荘内村                      | 1903年4月1日 荘内村                      | 1954年4月1日 玉野市                      | 1954年11月1日 玉野市                     | 1954年11月1日 玉野市                     | 1955年2月1日 玉野市                      | 1955年2月1日 玉野市                      | 1955年2月1日 玉野市                      | 1955年2月1日 玉野市                      | 1955年2月1日 玉野市                      | 1974年3月20日 玉野市                     | 1974年3月20日 玉野市                     | 1974年3月20日 玉野市                      | 1974年3月20日 玉野市         |
| （白尾村の一部）   | 上加茂村                                 | 上加茂村                                 | 上加茂村                                 | 上加茂村                                 | 上加茂村                                 | 1903年4月1日 荘内村                      | 1903年4月1日 荘内村                      | 1903年4月1日 荘内村                      | 1903年4月1日 荘内村                      | 1903年4月1日 荘内村                      | 1903年4月1日 荘内村                      | 1903年4月1日 荘内村                      | 1903年4月1日 荘内村                      | 1903年4月1日 荘内村                  | 1903年4月1日 荘内村                  | 1903年4月1日 荘内村                  | 1903年4月1日 荘内村                     | 1903年4月1日 荘内村                     | 1903年4月1日 荘内村                     | 1903年4月1日 荘内村                     | 1903年4月1日 荘内村                      | 1903年4月1日 荘内村                      | 1903年4月1日 荘内村                      | 1903年4月1日 荘内村                      | 1903年4月1日 荘内村                      | 1903年4月1日 荘内村                      | 1903年4月1日 荘内村                      | 1903年4月1日 荘内村                      | 1954年4月1日 玉野市                      | 1954年 11月1日 琴浦町                    | 1954年 11月1日 琴浦町                    | 1954年 11月1日 琴浦町                    | 1956年 4月1日 児島市                     | 1956年 4月1日 児島市                     | 1967年2月1日 倉敷市                      | 1967年2月1日 倉敷市                      | 1967年2月1日 倉敷市                      | 1967年2月1日 倉敷市                      | 1967年2月1日 倉敷市                       | 1967年2月1日 倉敷市          |

## 行政
歴代郡長
| 代 | 氏名 | 就任年月日                | 退任年月日                | 備考                   |
| -- | ---- | ------------------------- | ------------------------- | ---------------------- |
| 1  |      | 明治11年（1878年）9月29日 |                           |                        |
|    |      |                           | 大正15年（1926年）6月30日 | 郡役所廃止により、廃官 |